# 卡爾·古斯塔夫無後座力炮
卡爾·古斯塔夫84毫米无后座力炮 （以最初生產它的卡爾·古斯塔夫城市步槍兵工廠命名；亦稱：古斯塔夫、M2CG）是一系列由瑞典萨博博福斯动力公司（原來是波佛斯反裝甲公司）生產、亦是當前較常見的84毫米單兵攜帶、肩射並可重複使用式多用途无后座力炮，最初在1940年代後半葉受瑞士皇家陸軍裝備管理局所託，作為步兵便攜式支援火炮，可用於近距離反裝甲，反防禦工事，人員殺傷，照明等用途，發射84×246毫米底緣炮彈。目前它在全球範圍內取得了巨大的出口成功，並且仍然作為眾多國家所使用、流行的多用途支援武器。卡爾古斯塔夫84毫米無後座力炮是一款可使用多種彈藥的輕便、低成本武器，這使得它極其靈活，適合多種用途。雖然卡爾·古斯塔夫所發射的大部分彈藥是以傳統無後座力原理炮彈操作，有些現代的炮彈型號會加裝後燃助推器，讓它從技術而言變成一具火箭弹发射器。
卡爾·古斯塔夫的第一具原型是在1946年製造，用作在那個時代，許多類似的輕量級反裝甲武器設計之一。它基於早期型卡爾·古斯塔夫20毫米無後座力炮的經驗以及二戰期間單兵便攜式火箭發射器，例如巴祖卡火箭筒和坦克殺手的成功。最初的型號是由佛倫內德製造廠（FFV）所領導的卡爾·古斯塔夫城市步槍兵工廠（負責生產，其時該武器在瑞典服役時被命名為8,4 cm granatgevär m/48。FFV 將繼續為國際市場進一步開發該武器，及後被併入萨博博福斯动力公司，如今改由後者負責開發和出口。雖然那些類似武器已經普遍地在現代制式當中消失，但卡爾·古斯塔夫直到今天仍然被廣泛使用。重量輕、成本低，以至廣泛多樣的炮彈類型相結合，使得卡爾·古斯塔夫極其靈活而且能夠在各種各樣的用途上加以應用，而相對的、比如M72 LAW等用途單一的武器都因較新型的坦克設計使它們失效而就此退役。

## 命名
這款武器在全球有著眾多名稱。它最常被稱為“卡爾·古斯塔夫”或類似的簡稱。例如，英軍將其命名為查理G（英語：Charlie G），而加拿大軍隊則將其命名為84或卡爾G。在澳大利亞軍隊服役的卡爾·古斯塔夫又被士兵戲稱為查理斯趣味（英語：Charlie Gusto）、查理瑞典人（英語：Charlie Swede）或查理斯腸痛（英語：Charlie Gutsache；Gutsache，意為：腸子疼痛，胃痛的俚語）。
在美国武装部队當中服役的卡爾·古斯塔夫的官方正式名稱為M3多用途反裝甲反坦克武器系統（英語：Multi-role Anti-armor Anti-tank Weapon System，簡稱：MAAWS）或是突擊隊反坦克武器系統（英語：Ranger Anti-tank Weapons System，簡稱：RAWS），但通常被美國士兵稱為古斯塔夫或簡稱為卡爾·莊遜（英語：Carl Johnson）。
在日本陸上自衛隊服役的卡爾·古斯塔夫被正式命名為84毫米無後座力炮，但通常被日本士兵稱為84RR、卡爾先生或簡稱為無反動。
在原產國，瑞典軍隊服役的卡爾·古斯塔夫的官方正式名稱為84毫米Grg m/48、m/86、m/18（8.4 cm  m/48、m/86、m/18，意為：84毫米榴彈槍48型、86型、18型；取決於型號為M1、M3、M4），但通常會基於其武器種類（即granatgevä）的縮寫簡稱為“GRG”（gé-er-gé），因為所有型號都是發射相同、通用彈藥而且使用方式大致相同（儘管只有84毫米Grg m/18可以使用可編程及制導彈藥）。而有時也被戲稱為水管，這是因為武器的主體正是一根長炮管。

## 歷史

### 1946年——瑞典M1（8.4 cm grg m/48）

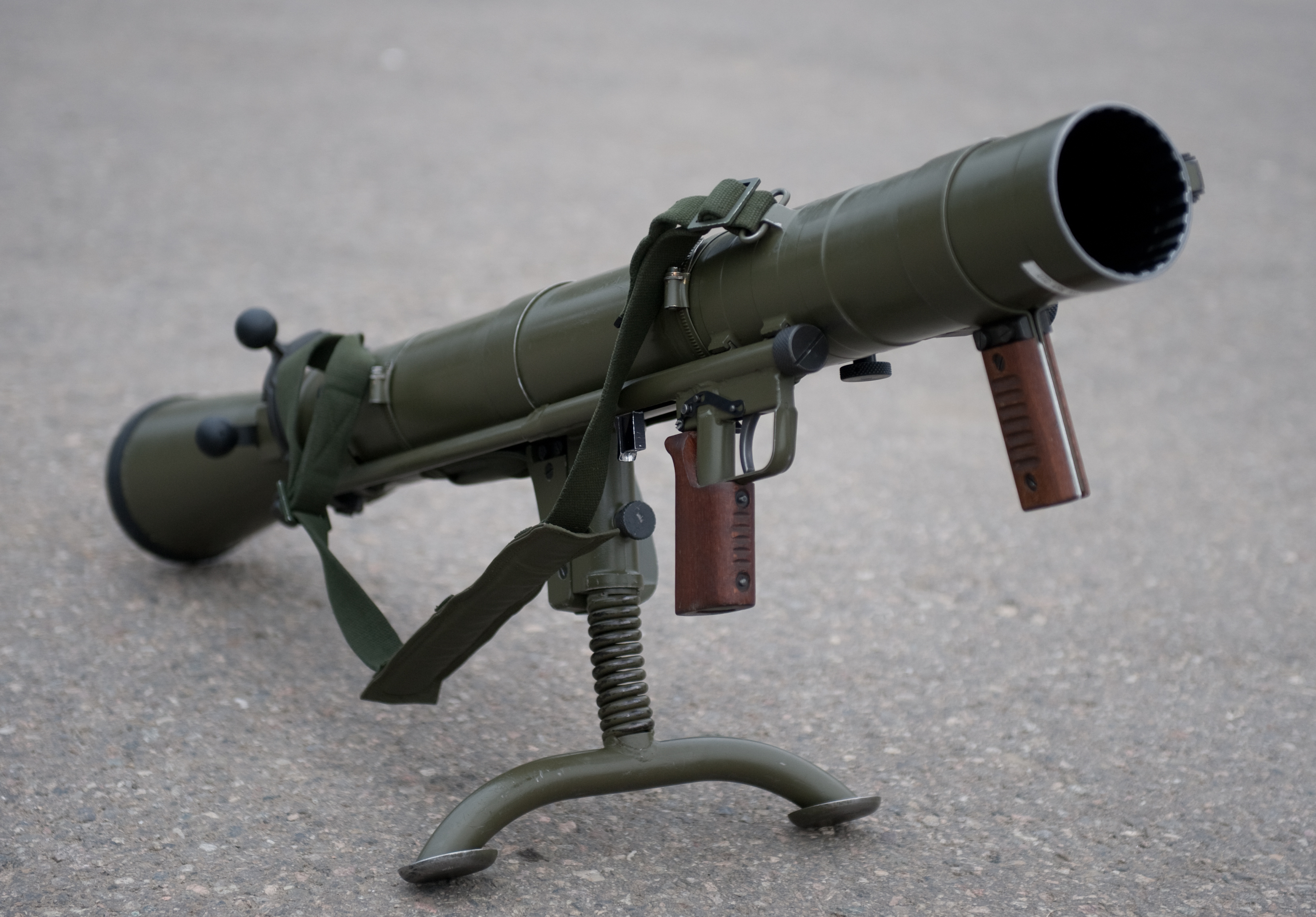
瑞典卡爾古斯塔夫84毫米無後座力炮M1。

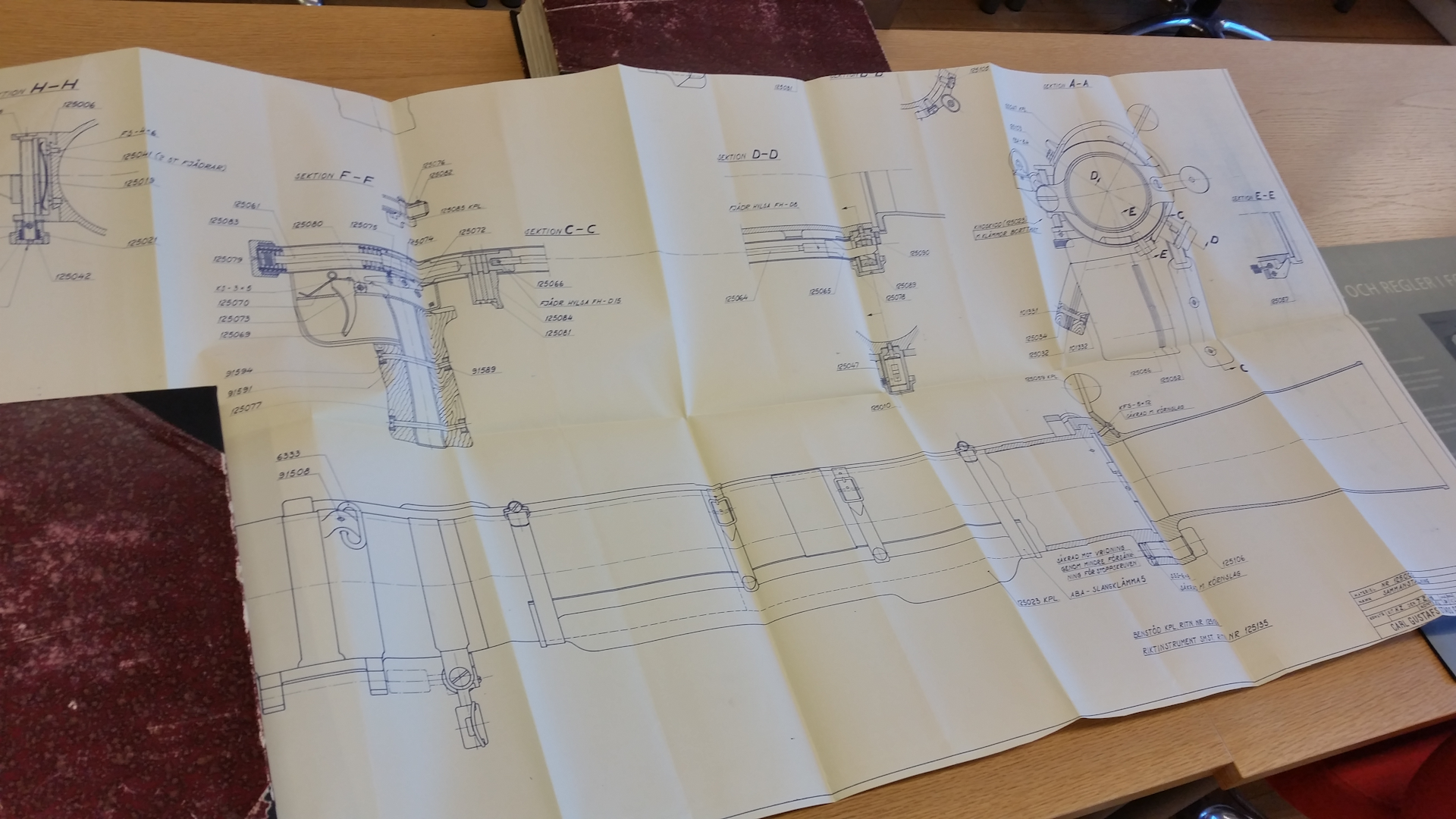
卡爾古斯塔夫84毫米無後座力炮M1的藍圖，時為1948年2月7日。

卡爾·古斯塔夫是由雨果·艾布拉姆森（Hugo Abramson）和哈拉爾·將遜（Harald Jentzen）在1946年於瑞典皇家武器管理局（英語：Royal Swedish Arms Administration，簡稱KAFT）研發，並且在卡爾·古斯塔夫城市步槍工廠（瑞典語：Carl Gustav Stads Gevärsfaktori；現在易名為“波佛斯卡爾·古斯塔夫工廠”）生產，並且以該工廠命名此無後坐力炮。而在以前的1940年至1946年間，在84毫米武器系統的開發之前還進行了一系列其他無後座力炮的研發開發，其特徵是彈藥口徑相對較小：
- 卡爾·古斯塔夫20毫米無後座力步槍——1942年（瑞典名稱：20 mm pansarvärnsgevär m/42）[16]
- 卡爾·古斯塔夫37毫米無後座力步槍——1943年（瑞典名稱：37 mm granatgevär fm/43）[16]
- 卡爾·古斯塔夫47毫米無後座力步槍——1945年（瑞典名稱：47 mm granatgevär fm/45）[17]
- 卡爾·古斯塔夫84毫米無後座力步槍——1948年（瑞典名稱：84 mm granatgevär m/48）

儘管該無後座力炮族隨著研發出來的技術層面而取得了進步，但研發人員很快就發現小口徑實心鋼穿甲彈對於肩扛式反坦克武器而言已經過時，因而逐漸增加無後座力炮的口徑以專注於多用途炮彈型彈藥，並且在反坦克用途彈藥導入了成型裝藥。到了1946年，研發人員決定採用84毫米口徑（儘管曾經提出並測試過更大的口徑）。
84毫米口徑的無後坐力炮在1948年首次裝備於瑞典國防軍後服役並且命名為8.4厘米 m/48（簡稱：Grg m/48），並且擔當和美国陆军巴祖卡火箭筒、英国PIAT和德国坦克殺手等反坦克武器相同的角色。但是與這些武器不同的是，卡爾·古斯塔夫使用了膛線槍管設計以達到發射的炮彈在出膛後能夠穩定地飛行，而非其他系統所用的尾翼穩定。何況除卡爾·古斯塔夫以外的反坦克武器數十年前出現不久就已經消亡。然而，瑞典大約在同一時間也採用了真正的便攜式反坦克武器系統，即8 cm raketgevär m/49（固定式）和8 cm raketgevär m/51（可折疊式）火箭發射器，僅配備反坦克彈藥。
使用無後座力發射系統使得卡爾·古斯塔夫裝填並且發射的炮彈可以裝填相當多的裝藥，每發炮彈的初速為290米／秒（951.46英尺／秒），比巴祖卡火箭筒和Panzerschreck的大約105米／秒（344.5英尺／秒）以及PIAT的大約135米／秒（442.92英尺／秒）都要高。卡爾·古斯塔夫對較遠的距離發射的結果是保持著優秀的準確性。理論上卡爾·古斯塔夫可以用於攻擊遠至700公尺（765.53码，2,296.59英尺）的大型固定目標，但亦由於炮彈飛行速度相對緩慢而限制它只能攻擊400公尺（437.45碼，1,312.34英尺）以內的移動目標或500公尺（546.81碼，1,640.42英尺）以內的固定目標。如針對集群的暴露人員等“軟目標”，有效射程為1,000公尺（1,093.61碼，3,280.84英尺，0.62英里），照明彈的射程則為1,300公尺（1,421.7碼，4,265.09英尺，0.81英里）。但這有效射程比一般火箭弹发射器的約300公尺的射程有著很大差別。
很快，卡爾·古斯塔夫就被銷往世界各地，成為眾多西欧國家軍隊的主要班用級反坦克武器。

### 1964年——M2出口

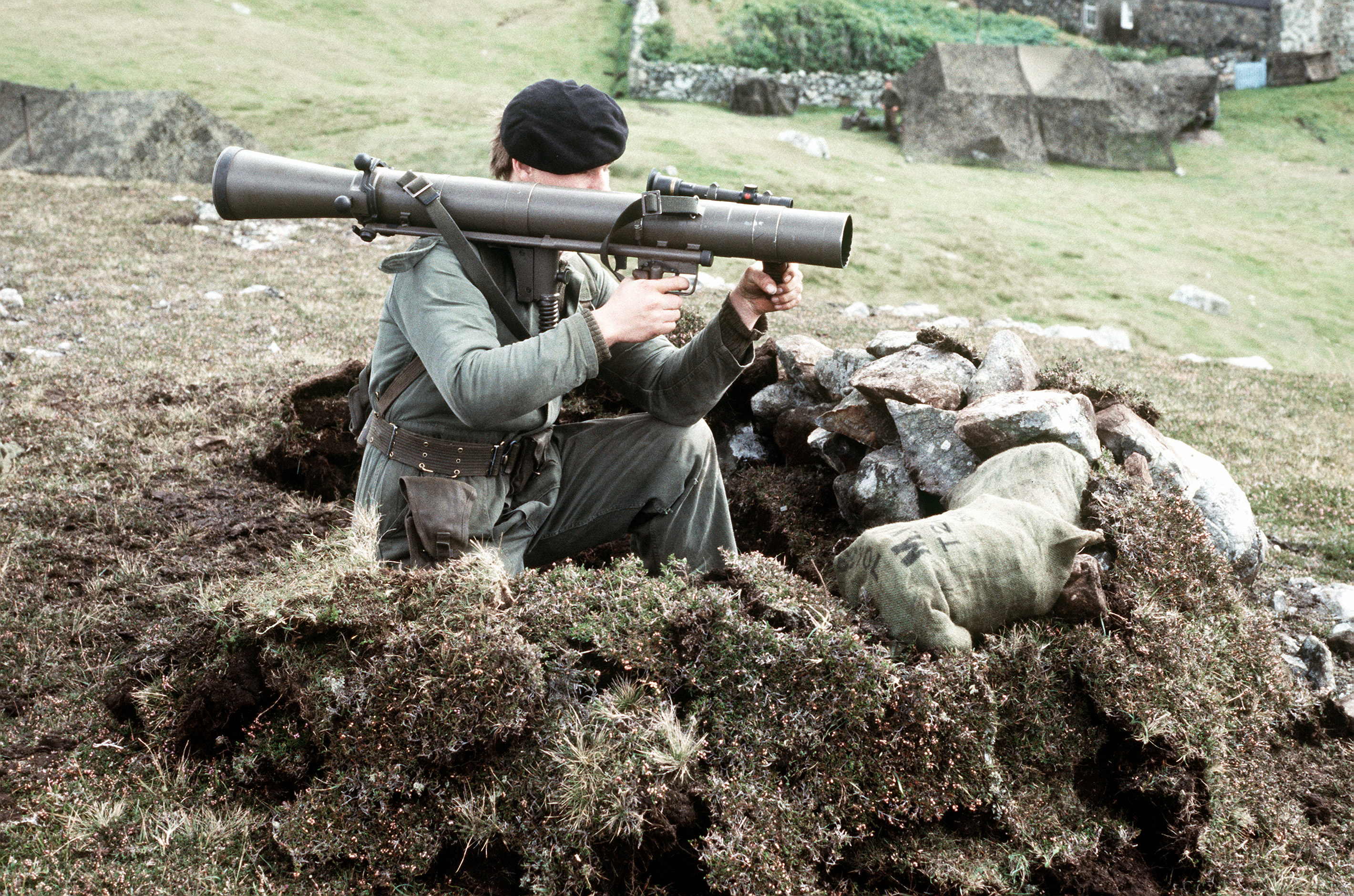
1978年，在北約「北方婚禮」演習中，一名荷蘭海軍陸戰隊員攜帶M2型。

一種改進的版本，卡爾·古斯塔夫M2於1964年推出，並迅速取代了原來的卡爾·古斯塔夫（1964年以前生產的都改稱為卡爾·古斯塔夫M1）。卡爾·古斯塔夫M2的發射筒採用合金钢所製成。

### 1986年——瑞典M3（8,4 cm grg m/86）

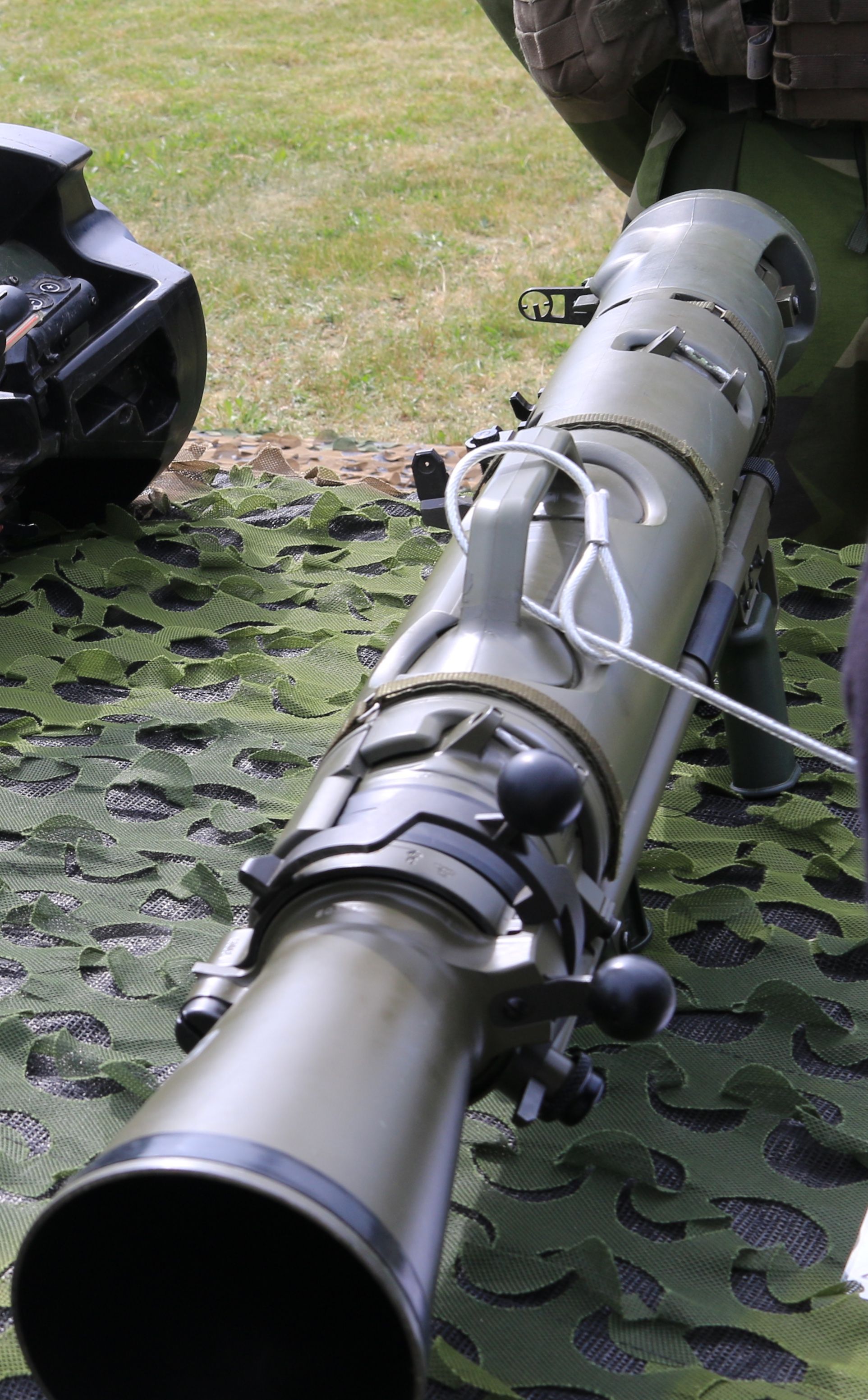
瑞典卡爾古斯塔夫84毫米無後座力步槍 M3（8,4 cm grg m/86）。

卡爾·古斯塔夫M3版本從1980年代開始研發，因最初在1986在瑞典武裝部隊服役而命名為84毫米m/86（8.4 cm Granatgevär m/86）。雖然與日後的出口型M3類似，然而它仍可與1948年服役的原始M1型號共享一部份備用零件。透過使用包含膛線的薄鋼襯裡取代原來的鍛鋼管，並透過碳纖維強化聚合物外套管加固，進一步減輕其重量。原來的外部鋼製部件也被塑膠和鋁合金取代。

### 1991年——M3出口
目前由波佛斯出口的卡爾·古斯塔夫M3版本是在1991年推出，其減輕發射器重量的改進包括：膛線在內的發射筒內襯都採用了削薄的鋼製造，而發射筒外部周圍亦由碳纖維及环氧树脂去補強。發射筒外部原來不需要強度的鋼製部件都被铝合金或塑料取代，將大約16.35公斤（36.05磅）的重量減少至大約10公斤（22.05磅），其基本構造不變。
近年來，服役之中卡爾·古斯塔夫亦被發現在多種的新用途上使用。例如：特種空勤團、美國陸軍特種部隊和美國陸軍遊騎兵部隊將卡爾·古斯塔夫M3用於碉堡剋星和反載具武器；而德國聯邦國防軍和奧地利聯邦軍裝備了鐵拳三型火箭筒用作新一代反戰車武器以後，則保留少量的卡爾·古斯塔夫M2並且用於戰場照明。而眾多國家的軍隊仍然將它用作一款可用的反裝甲武器並且繼續使用，尤其是對1950年代至60年代時期而至今在這世上仍然在使用的坦克和其他裝甲載具。

### 2011年——M3在美國（M3 MAAWS）
早在1980年代末，特種作戰部隊現代化行動計劃表示需要一款遊騎兵反裝甲／反人員武器系統（英語：Ranger Anti-Armor/Anti-Personnel Weapons System，簡稱：RAAWS）以取代第75游騎兵團所使用的M67無後座力炮。在1987年的一個市場調查表明，卡爾·古斯塔夫M3是能夠符合突擊隊反裝甲／反人員武器系統的要求的最佳候選。1988年9月29日，卡爾·古斯塔夫M3從武器研究發展與工程中心所編譯以後的呈交建議候選的市場調查回應當中被選中了作為突擊隊反裝甲／反人員武器系統。但在隨後由承包商提供的疲勞測試數據的審閱測定中發現該數據並沒有達到美國陸軍的要求。為此貝尼特實驗室進行了兩管疲勞測試，為該武器建立一個的臨時安全使用壽命。該測試是在1993年進行。製造商所建議的武器壽命為500發，而結果更是顯示，直到2,360發以前的內徑表面都沒有侵蝕的跡象，意即M3的使用壽命是承包商聲稱的四倍以上。美國海軍海豹部隊對計劃變得感興趣，並且把它轉移到一個聯合綜合產品團隊。該計劃的名稱後來由突擊隊反裝甲／反人員武器系統改為多用途反裝甲反人員武器系統（英語：Multi-role Anti-Armor/Anti-Personnel Weapon System，簡稱：MAAWS）。
美國對卡爾·古斯塔夫M3無後座力炮的命名為M3多用途反裝甲反坦克武器系統（英語：Multi-role Anti-armor Anti-tank Weapon System，簡稱：MAAWS），它主要是給被美国特種作戰司令部（英語：United States Special Operations Command，簡稱：USSOCOM）以下的部隊，例如：美国陆军特種部隊、第75游騎兵團、美國海軍海豹部隊、三角洲特種部隊、海豹部隊第六小隊和美国海军陆战队特種作戰部隊司令部（英語：United States Marine Corps Forces Special Operations Command，簡稱：MARSOC）所使用。而被第75游騎兵團使用時，卡爾·古斯塔夫M3又會復稱為游騎兵反裝甲／反人員武器系統。陸軍遊騎兵發現卡爾·古斯塔夫M3最好是由兩個人所組成的團隊所使用。當中一人攜帶發射器並以手槍作為個人防護的裝備，而另一人則攜帶5—6發彈藥並且充當砲手的檢查員。雖然單發、一次射擊式設計的AT-4的重量更輕而且可以由一個人來攜帶，但卡爾·古斯塔夫無後座力炮可以重新裝填和發射多發彈藥。
2011年11月，美国陆军開始為部署在阿富汗的正規部隊訂購M3 MAAWS，但前提是指揮官提交了該武器的作戰需求聲明。士兵們用以在900公尺（984.25碼）對抗各型的RPG，而他們的輕武器的有效範圍都只有500—600公尺（546.81—656.17碼，1,640.42—1,968.5英尺）。卡爾·古斯塔夫無後座力炮可讓部隊具有從遮蔽物到1,250公尺（1,367.02碼，4,101.05英尺，0.78英里）的空爆能力，而使用高爆彈藥時更達到1,300公尺（1,421.7碼，4,265.09英尺，0.81英里）。M3於2014年成為常規美國陸軍的正式記錄項目。然後在2015年，美國陸軍官員完成了一項有條件的材料發配授權，使得M3 MAAWS成為每支步兵排以內的有器質性的武器系統。萨博博福斯动力公司還研製了一種新型的高爆彈藥，在使用火控系統時還具有1,500公尺（1,640.42码，4,921.26英尺，0.93英里）的直接射程。
M3 MAAWS的標準光學元件為具有3倍放大倍率與12度視野的望遠瞄準鏡。為了增強M3的瞄準能力，美國陸軍還將其研發的內建式武器瞄準器（英語：Integrated Thermal Weapons Sight，簡稱：ITWS）用作M3 MAAWS的先進系統。ITWS整合了AN/PAS-13E熱成像武器瞄準器（TWS）和AN/PSQ-23A步槍用小型戰術光學（英語：Small Tactical Optical Rifle Mounted，簡稱：STORM）激光测距仪。AN/PAS-13E的熱成像功能使得士兵能夠探測和識別被黑暗、霧氣或茂密植被等環境因素所遮蔽的目標，從而顯著地提高態勢感知能力；而AN/PSQ-23A STORM雷射測距儀則是透過精確計算到與目標的距離從而確保精確瞄準，從而提高命中率。儘管有這些改進，從2019年開始，美国陆军還是選擇將其升級到M3A1 MAAWS，後者還配備整合了激光測距儀和模組化彈道计算机的先進瞄準具；然而，M3A1本身比ITWS進行了進一步改進，比如對重量的減輕和具備發射可編程彈藥的能力。

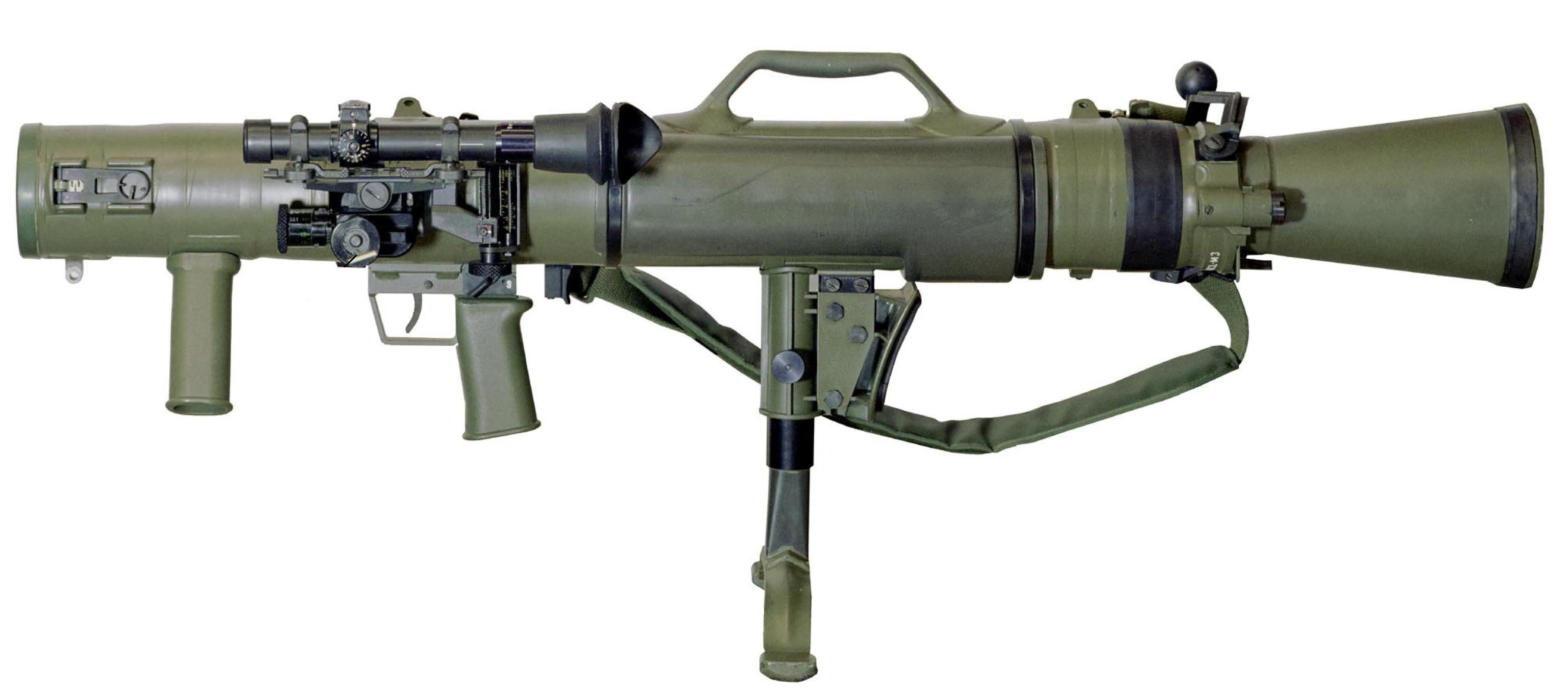
配備望遠瞄準鏡（3×）的M3 MAAWS
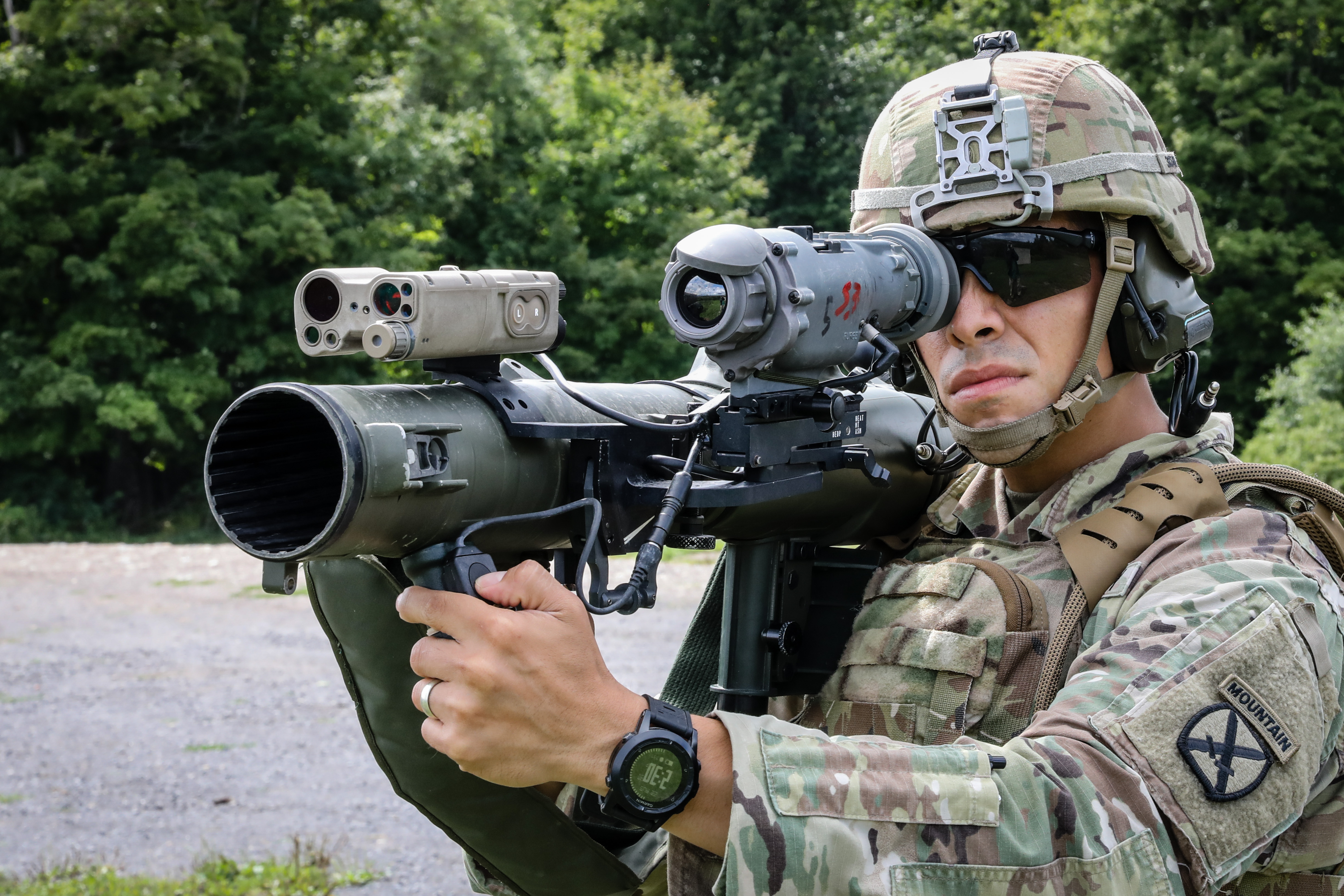
裝上內建熱成像式武器瞄準器的M3 MAAWS

M3 MAAWS發射以下彈藥：
- HE 441D RS（英语：Insensitive munition）：具有空中爆炸能力的高爆彈，內含800顆鋼彈丸和低敏度炸藥。
- HEDP 502 RS（英语：Insensitive munition）：這是高爆雙用途彈，擁有多個用途，可以設置引爆達到碰撞後引爆（撞擊模式）或是十分之一秒以後才引爆（延遲模式），使用低敏度炸藥。
- HEAT 551：高爆反坦克——火箭助推投射彈（英语：Rocket-assisted projectile）（RAP）。
- HEAT 551C RS（英语：Insensitive munition）：高爆反坦克——火箭助推投射彈，使用低敏感炸藥。
- TP 552：訓練——火箭助推投射彈，彈道與551型相若。
- HEAT 751：高爆反坦克——火箭助推投射彈，配備串聯式彈頭從而貫穿爆炸反应装甲。
- ADM 401：區域防禦彈藥，ADM 401內含1,100枚飛鏢彈，而ADM 401B則是軸承的滾珠。[24]
- ASM 509：反結構彈藥（燃料空氣炸彈），[26]保險絲具有撞擊或延遲兩種模式可選。
- MT 756：多目標——火箭助推投射彈，配備串聯式彈頭（前面是空心裝藥破甲戰鬥部，後面的隨進戰鬥部是預製破片高爆彈頭），可摧毀建築物、碉堡及輕裝甲目標。
- SMOKE 469B：煙霧彈。
- ILLUM 545C：照明彈。
- TPT 141：訓練曳光彈。
- SCA 553B：用於訓練時，發射7.62毫米曳光彈的轉接器。

### 2014年——M4出口
雖然該武器提供了增強火力的效果，但其9.53公斤（21磅）的重量亦是部隊的負擔。2013年3月28日，美国特種作戰司令部（英語：USSOCOM）向生產商宣布了一項開發一套工具套件的計劃，以減輕M3 MAAWS的重量的要求。要求當最少必須減少1.36公斤（3磅），而更理想則是減少2.27公斤（5磅）。同時還徵求總長度減少76.2毫米（3英吋）。重量及尺寸減少不得影響該武器的中心重力或耐用性，包括空運和鹽水淹沒。該工具套件與生產配置為16個月內交付。萨博博福斯动力公司亦在向美國特種作戰司令部交付以前已經研發了減重版本。它重約6.8公斤（15磅），而且縮短50.8毫米（2英吋）。實彈射擊試驗已經證明了它沒有性能的下降，沒有後座力的增加，而且槍管壽命幾乎相當，可在2014年進行測試。
卡爾·古斯塔夫M4的重量為6.6公斤（14.55磅），比M3 MAAWS減輕了3.4公斤（7.50磅），只有M2的一半；而總長度亦縮短至950毫米（37.40英寸），已經是縮短至1米以內。較短的長度是為了回應讓武器在城市地形中使用的需要，而減輕重量則是通過使用更輕便的零部件，包括盡可能地使用钛合金發射管內襯（比M3 MAAWS的钢質身管減輕了1.1公斤／2.43磅）、碳纖維身管外殼（比M3 MAAWS的身管外殼減輕了0.8公斤／1.76磅），以及新型文丘裡管的設計來實現的。其他新功能包括一個紅點瞄準鏡，雙模式攜行保險（讓M4於裝彈狀態以下能夠安全攜行），用以提高人體工效的可調節式肩托架和前握把，發射計數器以記錄已經發射了多少發以及管理武器1,000發的炮管壽命，（為M3 MAAWS的兩倍）用以安裝前握把和瞄準鏡安裝基座的MIL-STD-1913戰術導軌，以及遠程全方位管理功能使智能化瞄準具可以與可編程制導炮彈“對話”。
2019年4月，一項價值達1.68億瑞典克朗（1810萬美元）的合約獲得批准，為澳洲陸軍提供卡爾-古斯塔夫M4 84毫米多用途武器系統的彈藥。

### 2017年——美國M4（M3A1 MAAWS）
自從卡爾·古斯塔夫無後座力炮的最新改進型：卡爾·古斯塔夫M4在2014年美國陸軍協會（簡稱：AUSA）的展會上亮相的那一刻，美國國防部就開始對M4進行評估，並且於2017年獲得了所有美國軍種採購的資格。
M4的美國版本獲得了M3A1 MAAWS的編號。通過使用鈦製件，它比2014年推出的M4減重超過2.72公斤（6磅），而且縮短了64毫米（2.5英吋）。它具有具有改進型提把、額外的肩托緩沖墊和作出可調節的改進型瞄準系統，而且可調節從而獲得更為出色的舒適性而不會犧牲性能。
M3A1的主瞄準具為Aimpoint FCS13RE，這是一款先進的火控系統，配備了內置式激光測距儀和模塊化彈道計算機，能夠編程高爆空爆彈藥（最遠達到1400公尺）並且打擊移動目標（最遠達到600公尺）。而且，為了防止主瞄準具故障，M3A1亦配備了備用反射式瞄準鏡。其線束亦包含在M3A1的構造中，為可互換的火控系統提供了前握把式控制器和可編程式引信設置器以加強控制性。為了增加安全性和節省成本，自動式發射計數器使士兵和後勤人員能夠準確地跟踪每種武器的使用壽命。經過已經成功的測試以後，M3A1可使用與M3相同的彈藥系列。在實彈演習中對士兵和特種部隊操作員的測試表明，該系統對300公尺以外的移動目標和850公尺以外的靜止目標的命中率均達到90%或以上，作戰效能亦比舊式M3 MAAWS提高了60%。

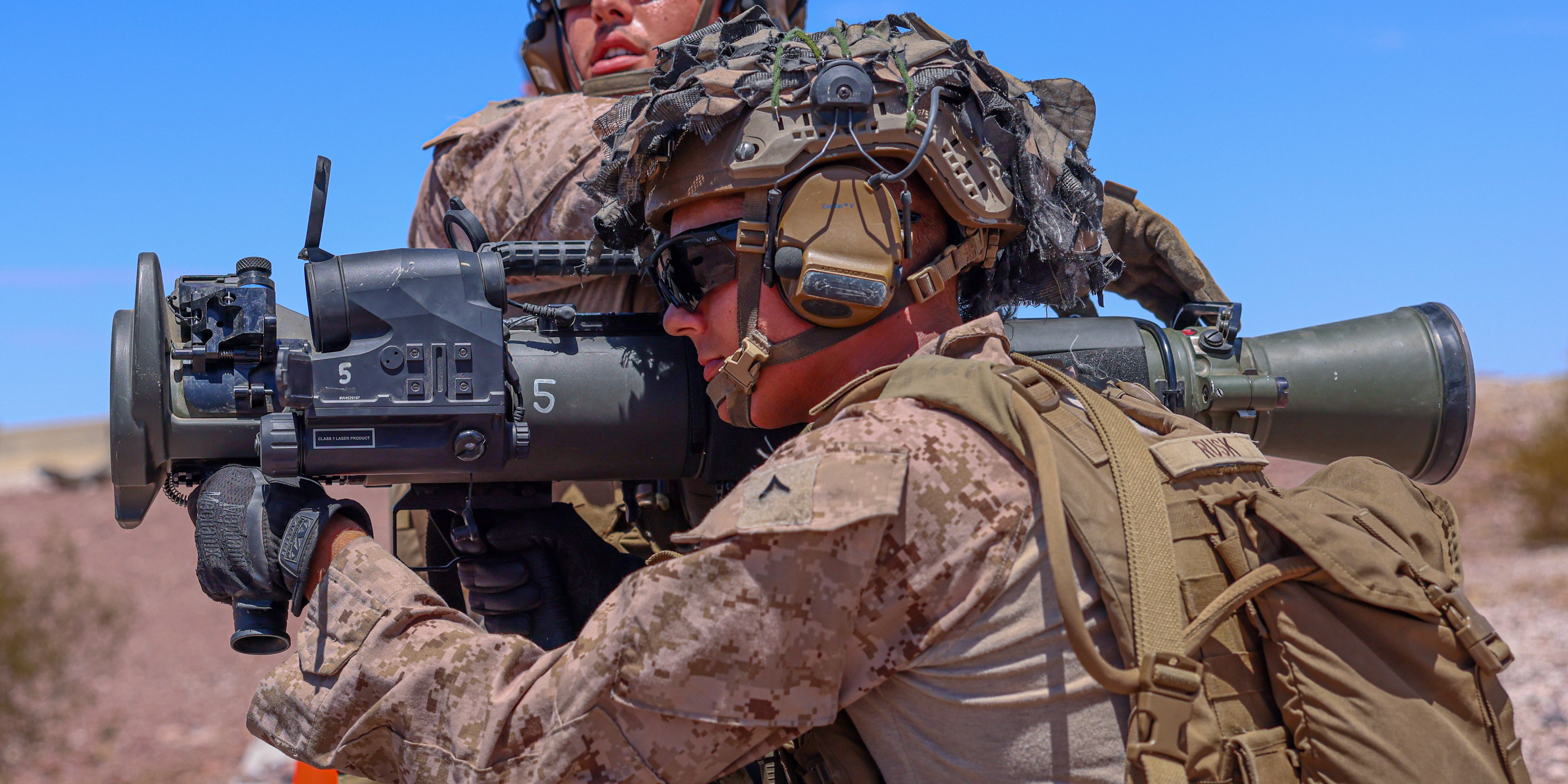
配備了Aimpoint FCS13RE的M3A1 MAAWS
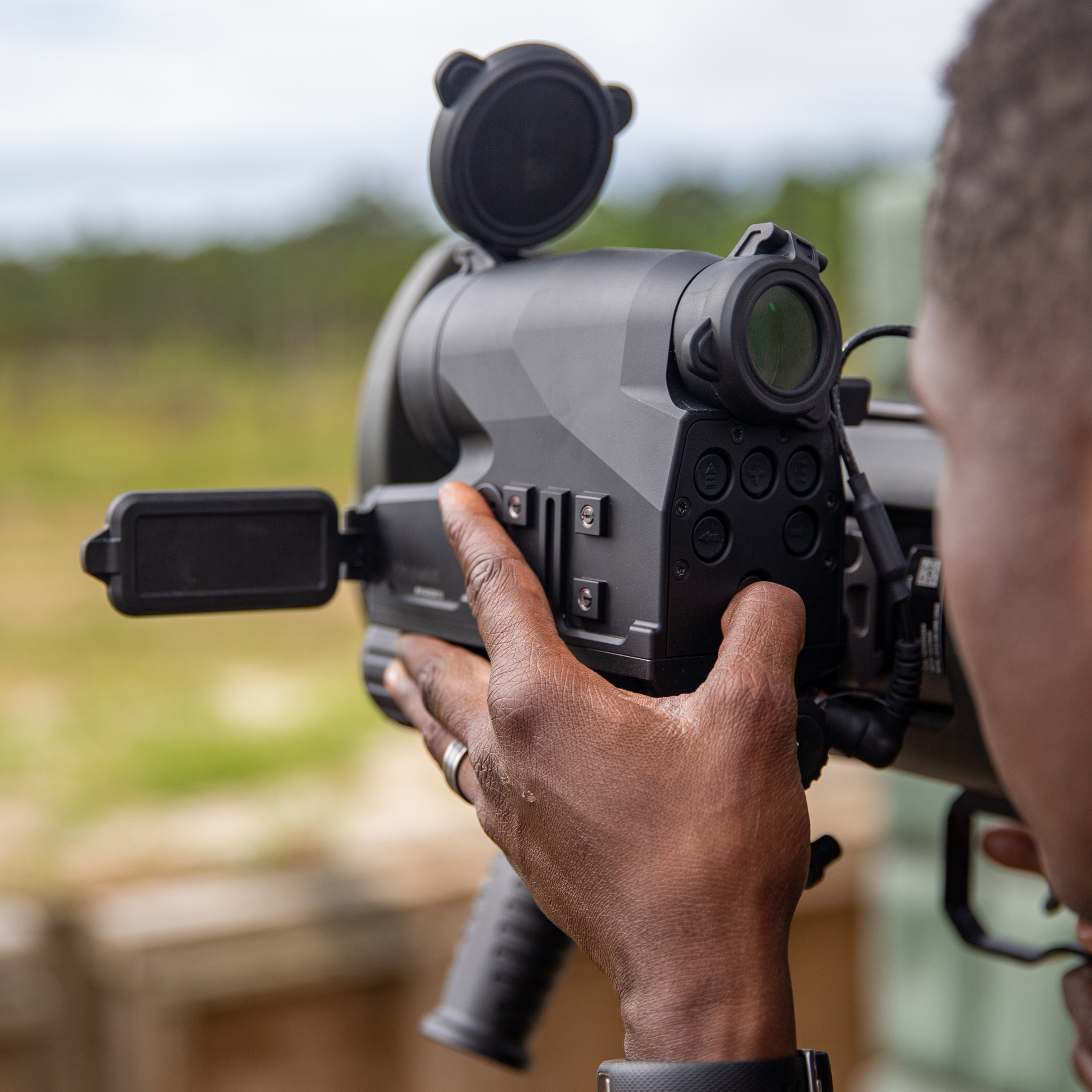
Aimpoint FCS13RE
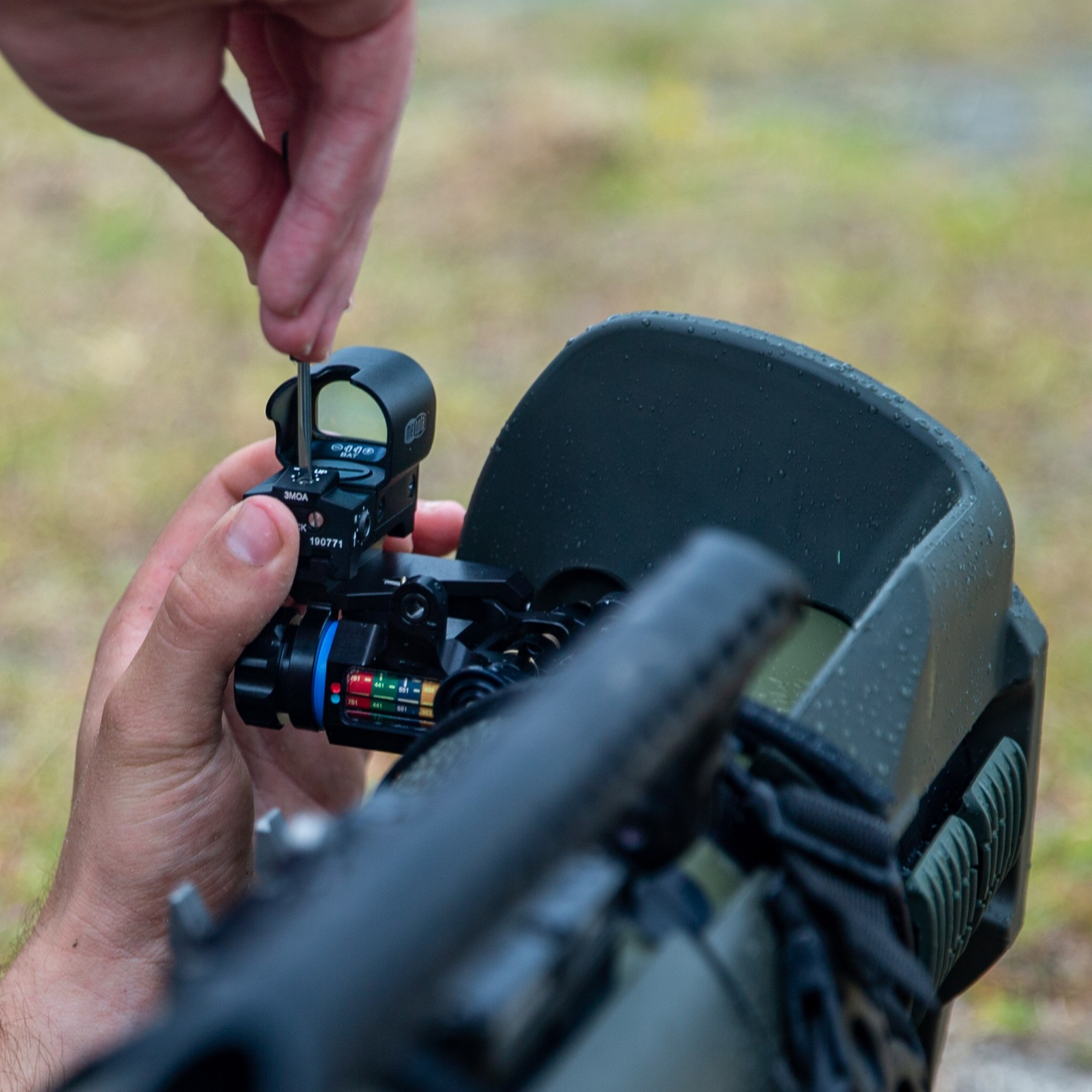
後備反射式瞄準鏡
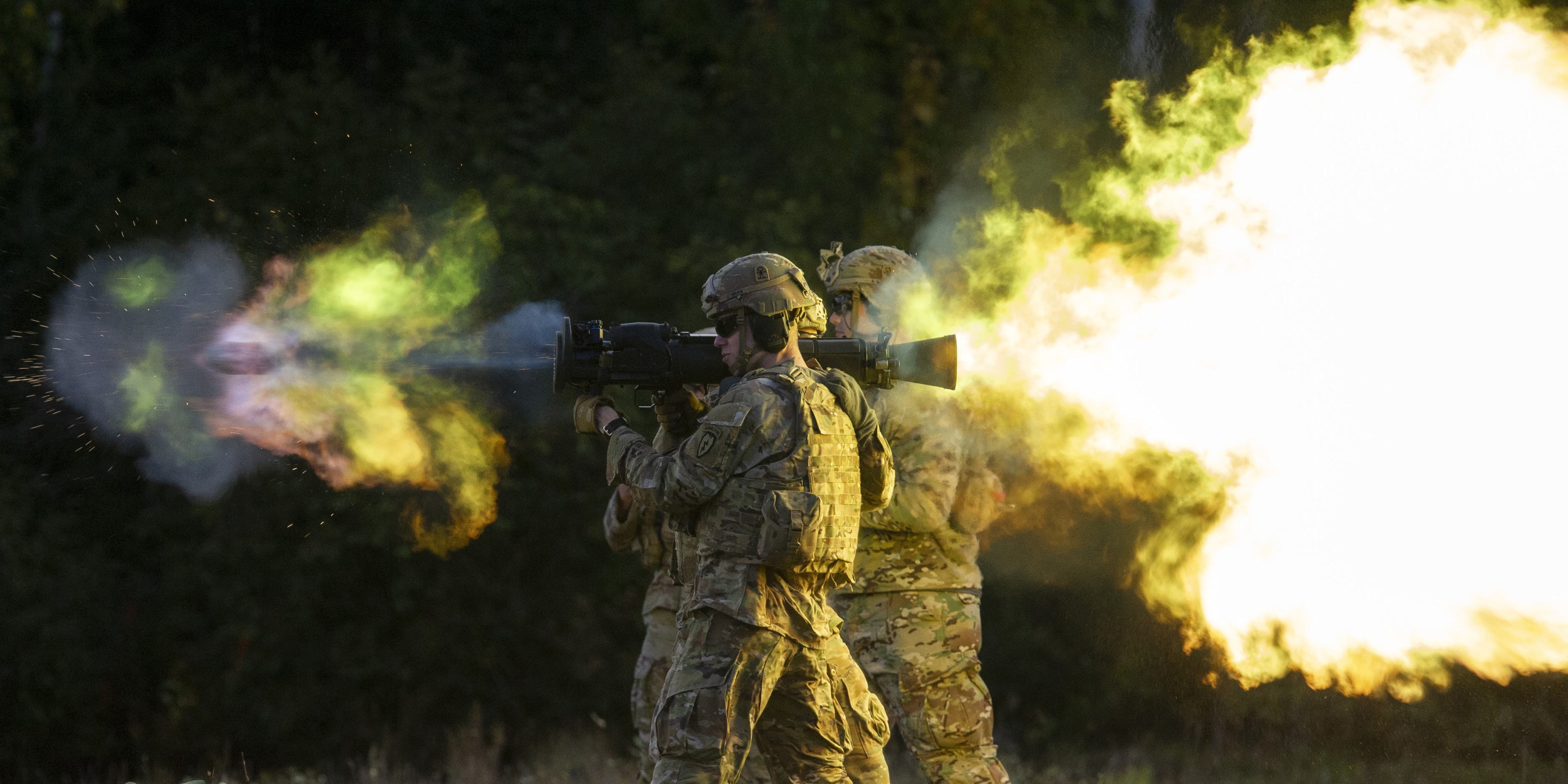
M3A1 MAAWS發射HE 441D RS炮彈
- M3A1 MAAWS擊發時

2017年，美国陆军訂購了1,111套，而美国海军陆战队計劃採購1,200套，為每個步兵班配發一套。美國海軍陸戰隊於2020年採用M3A1來增強Mk 153 SMAW，並於2021年實現初始作戰能力。2024年，美國陸軍完成了M3A1多用途反裝甲反坦克武器系統的部署。
2024年10月，Aimpoint獲得一份合同，向美國海軍陸戰隊提供其FCS14瞄準器，用作M3A1 MAAWS的主要火控系统。這款先進的火控系統具備直視動態通用反射式瞄準鏡，而該瞄準鏡還整合了激光測距儀和彈道計算機，可根據射程、彈藥類型、地形和環境因素調整精確的瞄準點。它具有多功能設計，可在明亮的日光、黎明或黃昏條件下有效運行，並且可與AN/PVS-14或AN/PVS-31等頭盔式夜視鏡串聯使用。該系統還包括雙感測器無焦（Dual Sensor Afocal，DSA）模組——一具可拆卸式熱成像及日間攝影裝置，具有1倍、2倍、4倍和8倍的可變放大倍率設置，由火控系統所供電和控制——增強目標檢測和交戰能力。

### 2018年——瑞典M4（8.4 cm grg m/18）
2018年，瑞典國防物資管理局（簡稱：FMV）與紳寶公司簽署了購入卡爾·古斯塔夫M4的合同，型號命名為8.4 cm granatgevär m/18（8.4 cm grg m/18，意為：8.4厘米榴彈槍18型），而且通常不帶“m/”（即8,4 cm granatgevär 18，縮寫為8,4 cm grg 18）從而將它與舊式的m/18（M1918）系統區分開來。M4將取代仍在服役，甚至在一部份部隊當中的服役已經超過70年的舊式M1型號（8.4 cm grg m/48）。8.4厘米grg 18將配備先進的激光测距仪，並且使用新型可編程彈藥（初步命名為HE 448）和新式改良型高爆反坦克彈。

### 2024年——印度M4
2022年9月，紳寶公司宣布將在印度建立一間用以生產卡爾·古斯塔夫M4武器系統的生產工廠。這將是該公司在瑞典境外的第一間生產M4系統的工廠。該工廠預計將於2024年投入運營，將會為印度武裝部隊生產武器並且向全球用戶出口零件。薩博獲得了100%外國直接投資的批准，因此將全資擁有全新的製造工廠。該工廠亦將成為印度第一家完全由外商直接投資的國防製造工廠。該設施於2024年3月4日動工。卡爾·古斯塔夫系統的早期版本自1976年以來一直在印度服役。

### 戰鬥史

#### 1961–1964年：剛果危機

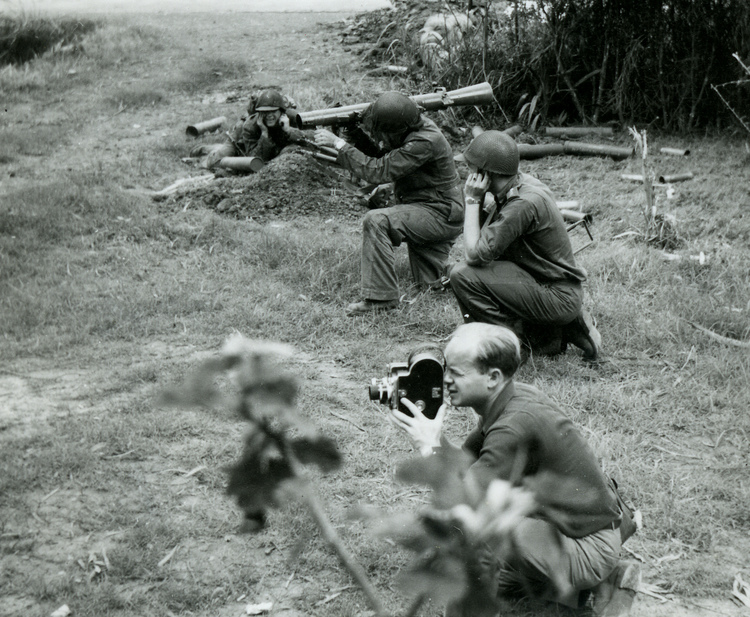
刚果危机期間，瑞典士兵使用M1型，堅守坦克路障。

作為1960年至1965年刚果危机的一部分，瑞典軍隊於1960年中後期被派往剛果，擔任联合国刚果行动維和部隊。起初，他們缺乏重型武器，但由於威脅程度不斷上升，他們在1961年伊利沙伯維爾的激烈戰鬥中及時獲得了tgb m/42 KP步兵戰車和卡爾·古斯塔夫M1等重型武器。
該武器證明了其作為便攜式多用途武器的價值，並且在衝突中發揮了重要作用。1961年9月14日發生了一起著名事件，當時隸屬於M1卡爾-古斯塔夫小隊的瑞典士兵托斯汀·斯塔爾納克在擊退憲兵裝甲車對難民營及其附近倉庫的襲擊時，他的兩名隊友受到驚嚇，迫使他獨自操作M1。斯托爾納克獨自向敵軍的射擊陣地推進，同時設法擊毀了一輛敵方的裝甲車和擊退一些敵兵，之後他的下巴被擊碎。當時其下巴垂到胸前，導致他感到窒息。他僅以手指清理喉嚨裡的骨頭碎片，並且將舌頭拉起來，這樣才能再度呼吸。撤退期間，周圍槍林彈雨，斯塔爾納克一手抬起下巴，一手握住M1無後座力炮，用手勢和腳踢等方式，將兩名受到嚴重驚嚇的戰友帶離戰場。

#### 2001年—2021年：阿富汗戰爭
被加拿大陸軍「派翠西亞公主輕步兵團」所採用的卡爾·古斯塔夫無後座力炮，在阿富汗戰爭中的軍事行動是用來對付塔利班士兵的防禦工事。他們亦開發出一種在夜間發射的新系統，這系統需要一名配備夜視鏡的彈著點觀測員並且對準目標後發射的曳光彈，然後配備卡爾·古斯塔夫的砲手需要瞄準被曳光彈射中的地方並且發射。
及後在2011年11月，美国陆军開始為部署在阿富汗的正規部隊訂購M3 MAAWS，但前提是指揮官提交了該武器的作戰需求聲明。士兵們用以在900公尺（984.25碼）對抗各型的RPG，而他們的輕武器的有效範圍都只有500—600公尺（546.81—656.17碼，1,640.42—1,968.5英尺）。卡爾·古斯塔夫無後座力炮可讓部隊具有從遮蔽物到1,250公尺（1,367.02碼，4,101.05英尺，0.78英里）的空爆能力，而使用高爆彈藥時更達到1,300公尺（1,421.7碼，4,265.09英尺，0.81英里）。M3於2014年成為常規美國陸軍的正式記錄項目。然後在2015年，美國陸軍官員完成了一項有條件的材料發配授權，使得M3 MAAWS成為每支步兵排以內的有器質性的武器系統。萨博博福斯动力公司還研製了一種新型的高爆彈藥，在使用火控系統時還具有1,500公尺（1,640.42码，4,921.26英尺，0.93英里）的直接射程。
在2012年底，美國陸軍向部署到阿富汗的部隊發配了58具M3和1,500發彈藥，用以摧毀1,000公尺（1,093.61碼，3,280.84英尺，0.62英里）以內的敵方目標。這是因為RPG和機槍團隊的可攻擊距離為900公尺（984.25码，2,952.76英尺），而現有的武器裝備，例如M141、M72 LAW、M136 AT-4和Mk 153 SMAW的有效射程都只有500公尺（546.81碼，1,640.42英尺）。AT-4更輕便同時也更便宜，但只是由增強玻璃纖維製成，而M3的線膛式金屬／碳纖維發射管則可以重新裝填。而使用9.98公斤（22磅）的M3亦比發射管連導彈和可重複使用的指令發射單元、合共重達22.68公斤（50磅）的FGM-148標槍飛彈更為輕易，比等待著迫擊砲更為快捷，以及在攻擊堅硬覆蓋物以內的目標的時候亦比標槍飛彈和砲彈更為便宜。
雖然自1990年代初以來，特種作戰部隊就在使用M3，阿富汗的輕步兵部隊指揮官卻必須提交作戰需要聲明報表才能獲得這款武器。M3 MAAWS曾在阿富汗的第25步兵師、第10山地師和第82空降師等部隊服役。及後在2014年2月，原廠萨博博福斯动力公司宣布其生產的卡爾·古斯塔夫無後座力炮將全面配發給美國陆军所有輕步兵單位，為每個步兵排配備一具M3；並於2015年成為美軍每個步兵排組的建制武器系統。這是無後座力炮退出美軍地面部隊武器序列30年以後，又以全新的姿態重返一綫。

#### 2022年－現在：俄羅斯入侵烏克蘭
2022年俄羅斯入侵烏克蘭，開戰4日之後，加拿大政府於2022年2月28日宣布向烏克蘭提供第一批援助，其中包括100支瑞典製造的卡爾古斯塔夫無後座力砲（Carl Gustaf recoilless）及2,000發彈藥。4月22日，加拿大宣布向烏軍提供更多卡爾·古斯塔夫無後座力砲，雖然眾多國家擁有同款的無後座力炮，但只有加拿大公開宣布將此武器捐贈給烏克蘭。而在同年5月中旬，烏克蘭國防部證實俄羅斯的第一輛Т-90М主戰坦克遭烏軍以卡爾·古斯塔夫無後座力砲摧毀。

#### 其他
1982年马岛战争之中曾經發生了一件著名的事件，一名英國皇家海軍陸戰隊的士兵使用卡爾·古斯塔夫無後坐力炮，對一艘阿根廷代斯蒂安那·多爾夫級护卫舰開火。
卡爾·古斯塔夫無後座力炮在2011年利比亞內戰期間亦在反勢力的手中出現，估計可能是從利比亞政府軍方面繳獲得來，亦可能是叛逃的利比亞政府軍士兵所提供。

## 描述

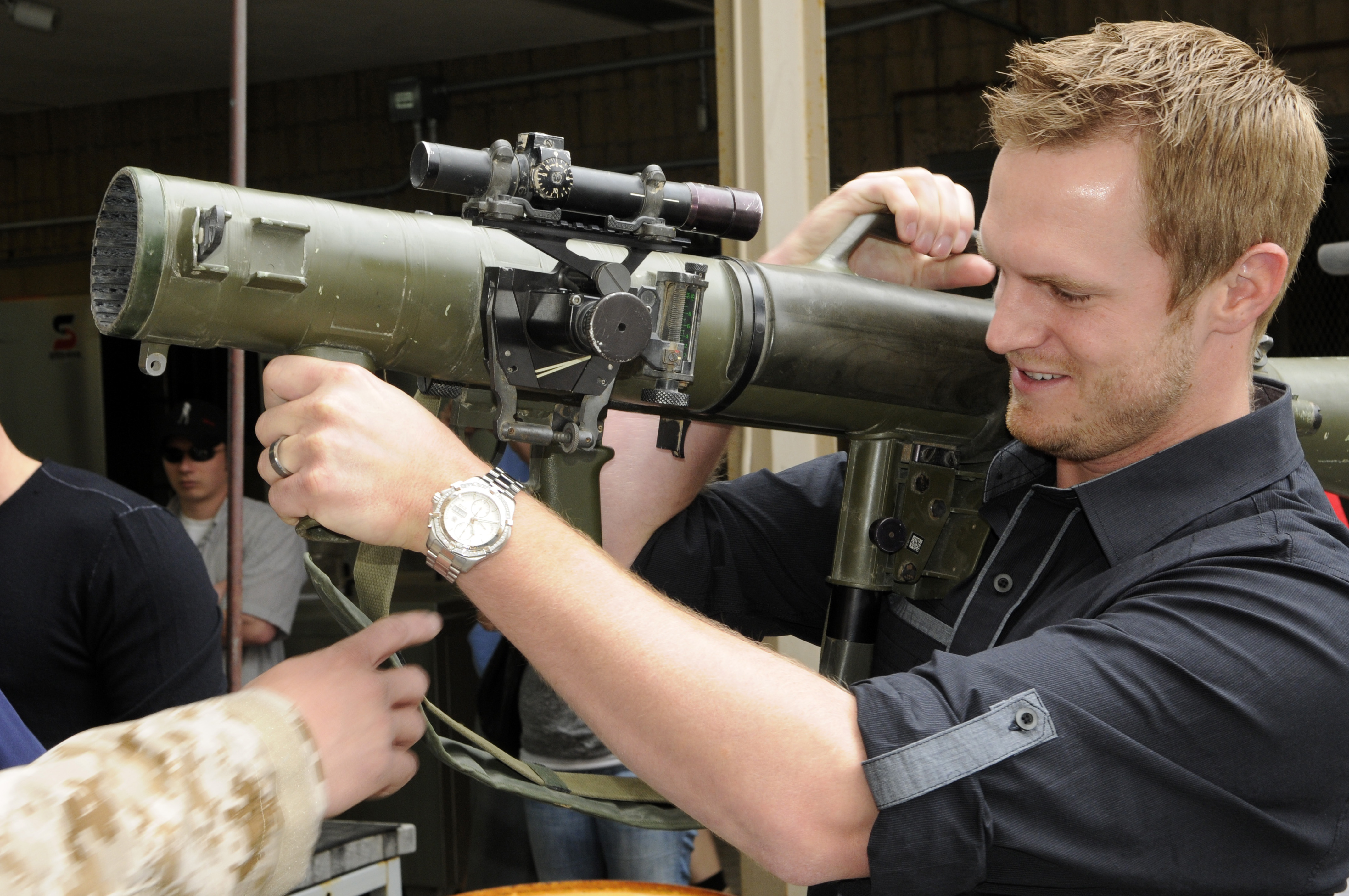
美国職業棒球大聯盟費城費城人球隊球員凱爾·肯德里克（Kyle Kendrick），在參觀海軍兩棲基地科羅納海豹部隊第3小隊時，手握卡爾·古斯塔夫無後座力炮。

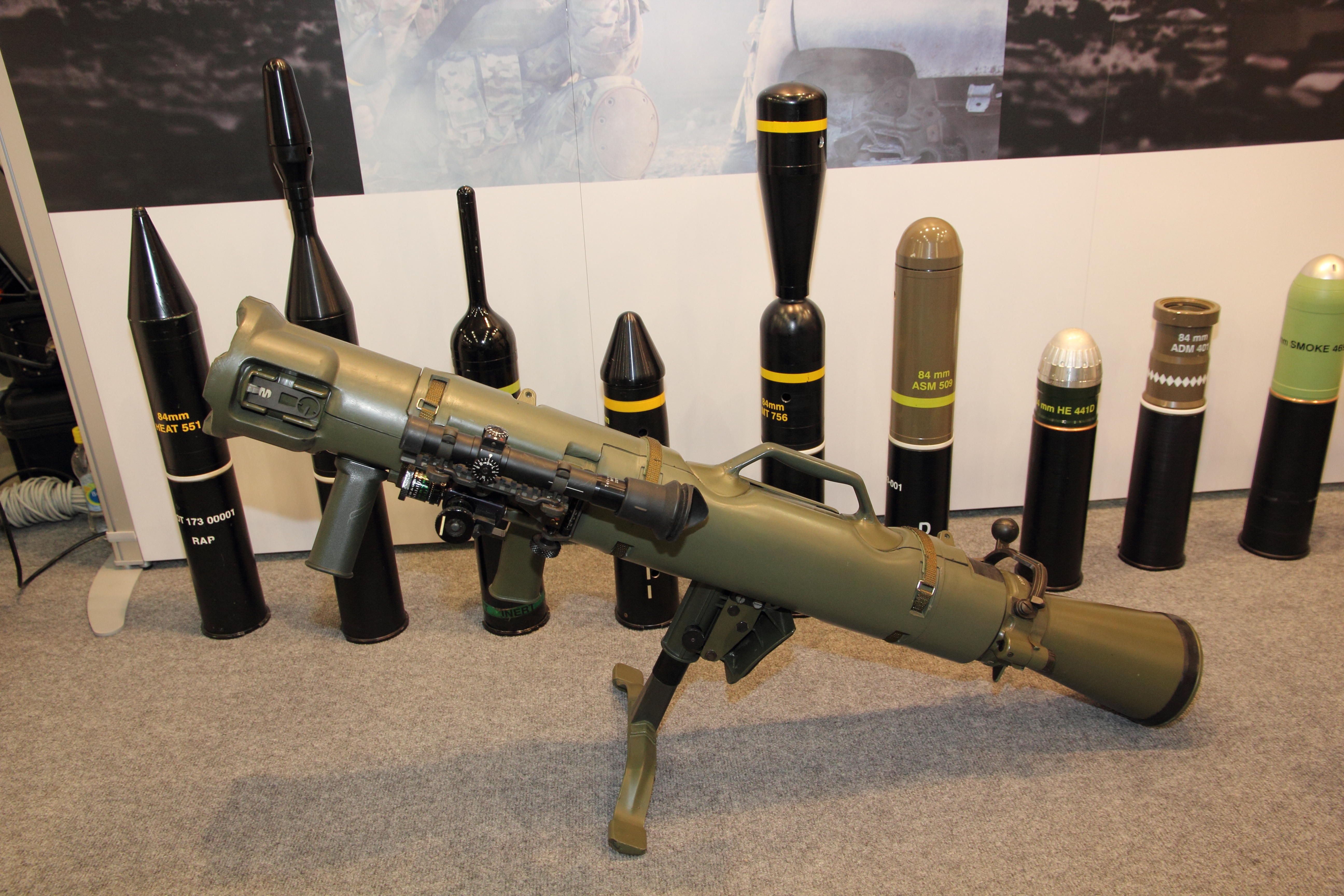
卡爾·古斯塔夫M3型與各種彈藥

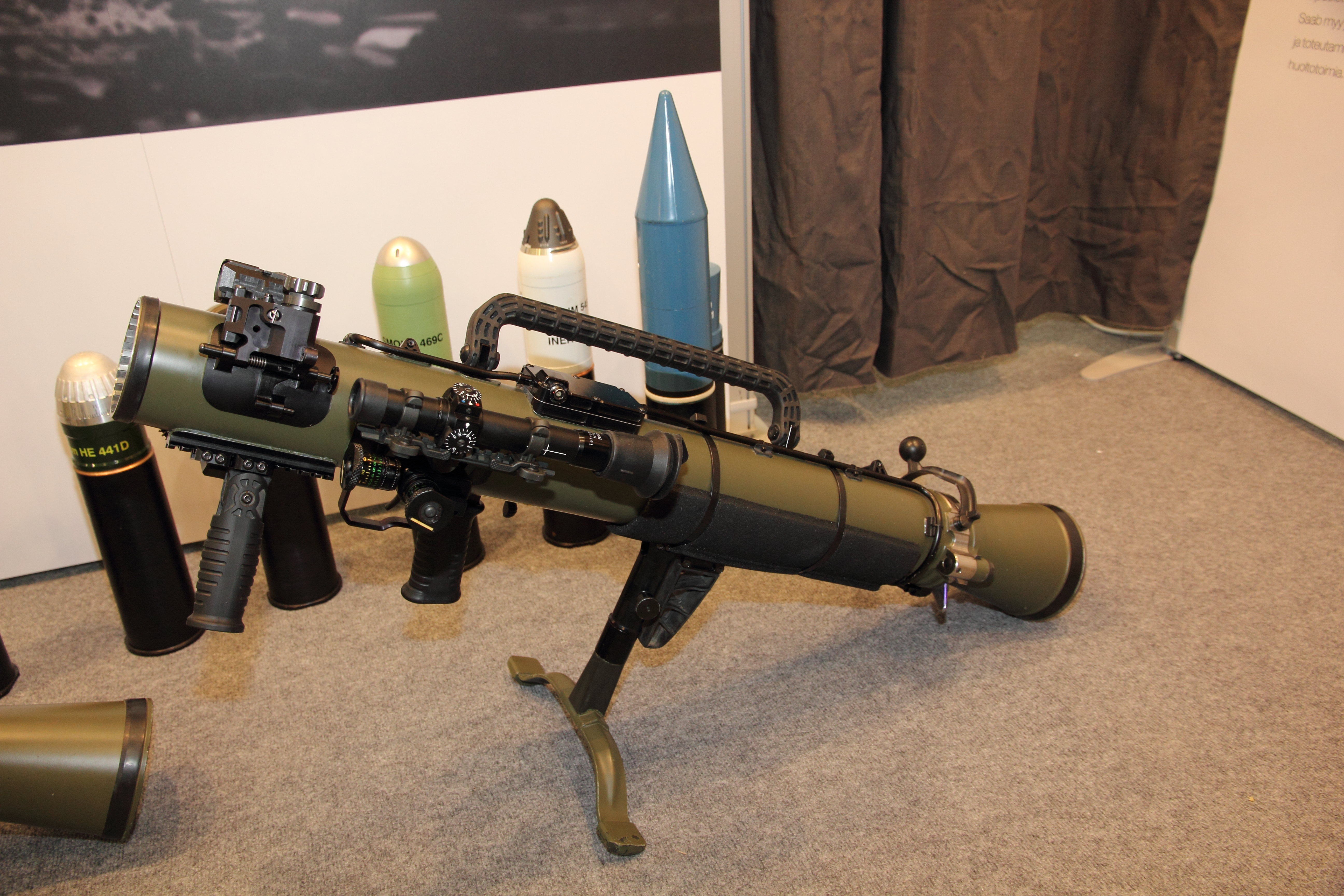
卡爾·古斯塔夫M4型

卡爾·古斯塔夫基本上是由最主要的炮管連後膛式文丘里式後座緩衝器，加上炮管前面的兩個握把（分別是垂直前握把和手槍握把），以及槍托組件和兩腳式支架的接口所組成。主體分為燃燒室和導向管兩部份。
這款武器裝有其機械瞄具，但更常見的是利用左側的光學瞄準鏡支座上裝上的3倍放大倍率連17°（300毫弧度）視野的光学瞄准镜瞄準。目前最現代化的衍生型已配備瑞典Aimpoint公司所生產FCS13-RE火控系統。而在夜間瞄準時，可以使用內置氚光的照門及準星協助瞄準，但也可以使用熱成像紅外儀系統。
卡爾·古斯塔夫可以站立、跪、坐或俯臥位射擊，並可以在槍托組件的前面裝上兩腳式支架以固定於地面及射擊。還有一個被稱為“文丘里鎖”（英語：Venturi lock）的操作手柄，是用來移開後邊以铰链連接的後膛以便重新裝填。這款武器通常由兩個人為一小隊並且一起協助操作這武器，其中一人是攜帶這武器並且使用它射擊，而另一人則攜帶這武器的彈藥並且協助重新裝填。
卡爾·古斯塔夫M2和M2-550是由金屬製成；卡爾·古斯塔夫M3是由玻璃钢和碳纖維強化塑料製成，重量減至8.5公斤（18.74磅）。而全新的版本卡爾·古斯塔夫M4則是通過使用更輕的零部件，重量再減至6.6公斤（14.55磅）。

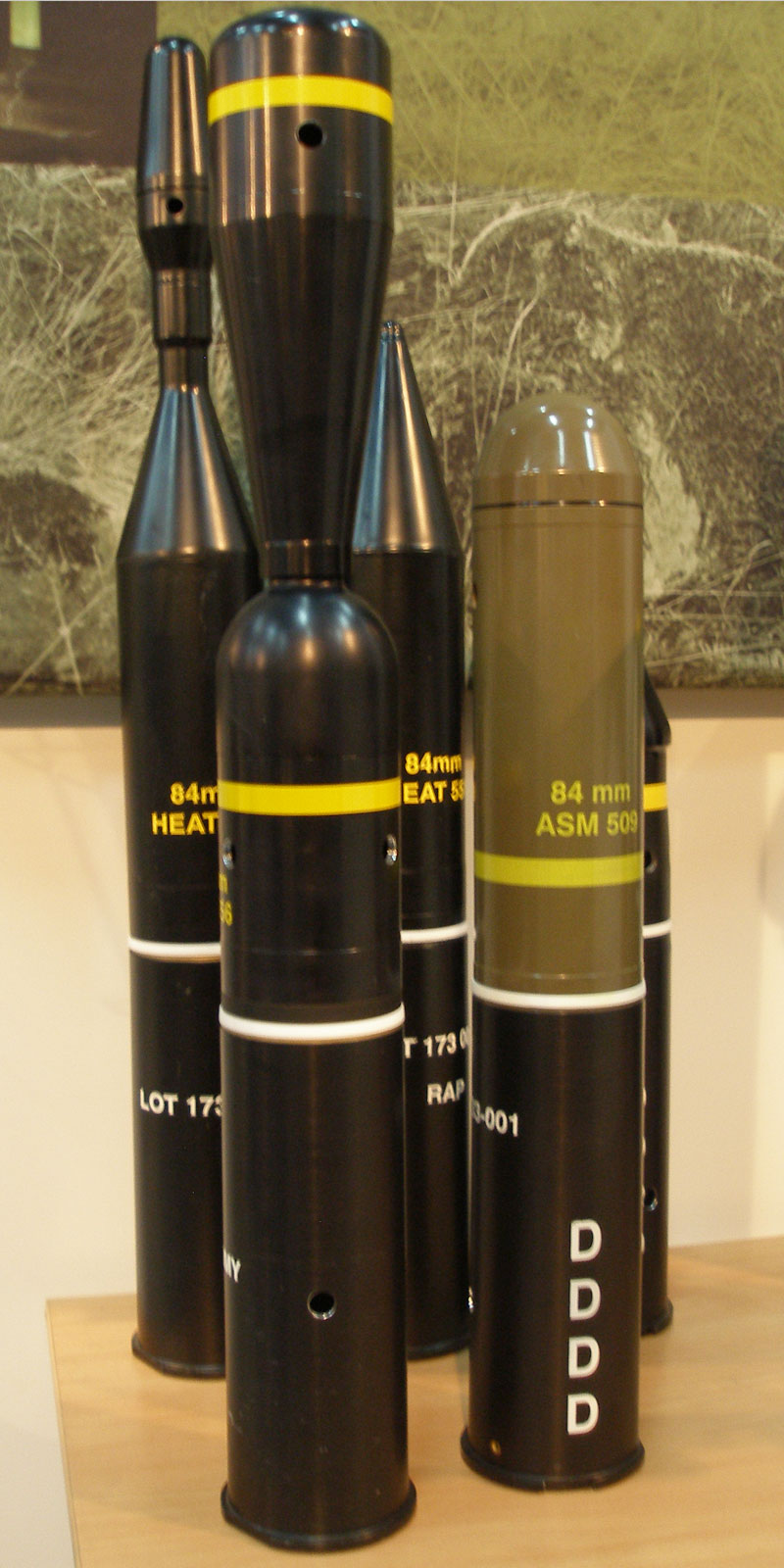
在2007年阿拉伯聯合酋長國的「國際防務展覽及會議」（IDEX）展出的卡爾·古斯塔夫無後座力炮炮彈（惰性彈）。

### 規格
- 口徑：（膛線）84 毫米（24陽膛／陰膛纏距，右旋）。[59]
- 操作人數：最少1人，最多2人。
- 重量：
  - M2：14.2公斤（31.31磅）[11]
  - M3：10公斤（22.05磅）[11]
  - M4：7公斤（14.55磅）[11]
- 兩腳式支架：0.8公斤（1.76磅）
- 長度：
  - M2：1,130毫米（44.49英吋）[11]
  - M3：1,065毫米（41.93英吋）[11]
  - M4：1,000毫米（39.37英吋）[11]
- 後膛（英语：Breechloader）閉鎖：铰链
- 射速：6發／分鐘
- 有效射程：
  - 载具目標：300—500公尺（328.08—546.81码，984.25—1,640.42英尺）
  - 固定目標：500公尺（546.81碼，1,640.42英尺）
  - 大型固定目標：700公尺（765.53码，2,296.59英尺）
  - 大型固定目標並發射火箭助推投射彈（英语：Rocket-assisted projectile）、對集群的暴露人員：1,000公尺（1,093.61碼，3,280.84英尺，0.62英里）
  - 照明彈：1,300公尺（1,421.7碼，4,265.09英尺，0.81英里）
- 瞄準具型式：
  - 機械瞄具：照門及準星
  - 光學瞄準鏡：3倍放大倍率
  - 激光測距儀
  - 熱成像紅外儀系統
  - Aimpoint FCS13-RE火控系統
- 使用壽命：
  - M3：500發[60][61]
  - M4：1,000發[62]

### 炮彈
卡爾古斯塔夫84毫米無後座力炮發射84×245毫米有底緣無後座力炮彈（84×245R RCL），該炮底的底座彈裝有一塊洩壓板，用於排出推進劑的高壓燃氣。最初的彈藥包括高爆彈（HE）、高爆反戰車彈（HEAT）、空爆彈（HE-TF）和煙霧彈，不包括打靶訓練彈（TP）；由於瑞典直至現在仍然持續改進並且提供新型卡爾·古斯塔夫的炮彈供其使用，因而大大延長了它的使用壽命，而且不至於被其他肩扛式無後座力炮所取代。雖然舊有的高爆反坦克彈（英語：High Explosive Anti-Tank，簡稱：HEAT）在對付現代坦克的装甲時也不是特別有效，但其後研製的高爆雙用途彈（英語：High Explosive Dual Purpose，簡稱：HEDP）使得此武器得以找到全新用途，使得卡爾·古斯塔夫能夠用作碉堡剋星。此外，經過改進的反坦克高爆弹、高爆炸藥（HE）彈、煙幕彈和照明彈（照明彈或煙火）彈藥也已經推出。然而為了充分發揮照明彈的用途，發射照明彈時要對著一個非常高的角度發射，但這樣會造成砲手被射擊時造成的筒後噴火會燒傷砲手自己的危險。基於這個原因，有幾個軍隊不再使用照明彈，而美國軍隊就規定一定要在站立姿勢以下才可發射。而英國國防產品製造商AEI系統有限公司推出了一款名為AE84-RCL的衍生平台，旨在發射比利時Mecar公司生產的M540／M550系列84×245毫米R彈藥。
以下是炮彈的名稱（括號內的是瑞典生產商的名稱，以“FFV”開頭，其他國家亦會使用類似的術語以取代原來的炮彈名稱）：
| 炮彈名稱                                 | 炮彈類型                                                                         | 炮彈重量（公斤／磅）                                                   | 炮彈口徑（毫米／英吋） | 炮彈貫穿深度（毫米／英吋）                                                    | 炮彈初速（米每秒／英尺每秒） | 有效射程（公尺／碼） |
| ---------------------------------------- | -------------------------------------------------------------------------------- | ---------------------------------------------------------------------- | ---------------------- | ----------------------------------------------------------------------------- | ---------------------------- | --- |
| 84毫米FFV 551                            | 火箭助推投射彈 锥形装药 高爆反坦克彈                                             | 3.2／7.05                                                              | 84／3.31               | 350／382.76 軋壓均質裝甲：400／15.75                                          | 254／836.63                  | 大型固定目標：700／765.53 移動目標：400／437.45 |
| 84毫米HEAT 551C                          | 火箭助推投射彈 锥形装药 高爆反坦克彈                                             | 3.5／7.72                                                              | 84／3.31               | 400／15.75+                                                                   | 245／803.82                  | 大型固定目標：700／765.53 移動目標：400／437.45 |
| 84毫米FFV 751                            | 串聯彈頭 錐形裝藥 高爆反坦克彈 尾翼穩定 火箭推進                                 | 3.8／8.377566                                                          | 84／3.31               | 對爆炸反應裝甲：500／19.69+                                                   | 210／688.99                  | 600／656.17 |
| 84毫米FFV 545                            | 照明彈                                                                           | 3.1／6.83                                                              | 84／3.31               | 燃燒：30 秒 发光强度：650,000 坎德拉 照明範圍：400—500／437.45—546.81（直径） | 260／853.04                  | 最小有效距離：300／328.08 最大有效距離：2,100／2,296.59 最大射程：2,300／2,515.31                                                                    |
| 84毫米ILLUM 545C                         | 照明彈                                                                           | 3.1／6.83                                                              | 84／3.31               | 燃燒：30 秒 发光强度：650,000 坎德拉 照明範圍：400—500／437.45—546.81（直径） | 260／853.04                  | 最小有效距離：300／328.08 最大有效距離：2,100／2,296.59 最大射程：2,300／2,515.31                                                                    |
| 84毫米FFV 469                            | 煙霧彈                                                                           | 3,1／6.83                                                              | 84／3.31               | -                                                                             | 255／836.63                  | 1,300／1,421.7 |
| 84毫米SMOKE 469C                         | 煙霧彈                                                                           | 3,1／6.83                                                              | 84／3.31               | -                                                                             | 240／787.42                  | 1,300／1,421.7 |
| 84毫米FFV 502                            | 高爆雙用途彈（HEDP）：穿甲—破片彈 可以設置引信於碰撞後引爆或是十分之一秒以後引爆 | 3.3／7.28                                                              | 84／3.31               | 對軋壓均質裝甲：150／5.91                                                     | 210—230／688.99—754.61       | 使用機械瞄具： 分散的軟目標（例如步兵）：1,000／1,093.61 大型固定目標：500／546.81 移動目標：300／328.08 裝上彈頭以後最小有效距離：15—40／16.4—43.74 |
| 84毫米ADM 401                            | 鋼箭彈                                                                           | 2.7／5.95                                                              | 84／3.31               | -                                                                             | 300／984.27                  | 100／109.36 |
| 84毫米TP 552（模擬84毫米HEAT 551的彈道） | 訓練彈                                                                           | 3.2／7.05                                                              | 84／3.31               | -                                                                             | 254／836.63                  | 大型固定目標：700／765.53 移動目標：400／437.45 |
| 84毫米FFV 441                            | 高爆彈 利用引信達到碰撞後引爆或是空中爆炸                                        | 3.2／7.05                                                              | 84／3.31               | -                                                                             | 240／787.42                  | - |
| 84毫米FFV 441B                           | 破片彈 定時引信 機械式碰撞引信 800粒钢珠                                         | 發射前：3.2／7.05 經過20—70 公尺（21.87—76.55 碼）的飛行以後：3.1／6.8 | 84／3.31               | -                                                                             | 255／836.63                  | 對人員、使用機械瞄具：1,100／1,202.97 |
| 84毫米HE 441D                            | 破片彈                                                                           | 3.2／7.05                                                              | 84                     | -                                                                             | 240／787.42                  | - |
| 84毫米FFV 651                            | 高爆反坦克彈HEAT-ER-T                                                            | 3,2                                                                    | 84                     | -                                                                             | -                            | 1,000／1,093.61 |

- FFV 401：這是區域防禦彈藥，設計為近距離人員殺傷彈藥。它可向廣闊的區域發射1,100枚飛鏢彈。[63]
- FFV 441：這是高爆彈，能夠有效的“投擲”飛向1,000公尺（1,093.61碼，3,280.84英尺，0.62英里），它可以利用引信達到碰撞後引爆或是空中爆炸。
- FFV 441B：這是高爆彈，具有定時引信、機械式碰撞引信和裝有800粒钢珠，對人員時使用機械瞄具的有效射程是1,100公尺（1,202.97碼）。這種炮彈在經過20—70公尺（21.87—76.55碼）的飛行以後，重量為3.1 公斤（6.83磅），而炮口初速255米／秒（836.63英尺／秒）。[59]
- FFV 469B：這是煙幕彈，發射後類似FFV 441，有效射程大約是1,300公尺（1,421.7碼），重量為3.1 公斤（6.83磅），而炮口初速為255米／秒（836.63英尺／秒）。[59]
- FFV 502：這是高爆雙用途彈（HEDP），擁有多個用途，可以設置引爆達到碰撞後引爆或是十分之一秒以後才引爆。對付分散的軟目標（例如步兵）時使用機械瞄具的有效射程為1,000公尺（1,093.61碼，3,280.84英尺，0.62英里）、對付固定目標時為500公尺（546.81碼，1,640.42英尺）、以及對付移動目標時為300公尺（328.08碼）。裝上彈頭以後的最小射程為15—40公尺（16.4—43.74碼）。對付軋壓均質裝甲（英語：Rolled Homogeneous Armour，簡稱：RHA）時的貫穿深度超過150 毫米（5.91英吋）。炮彈的重量為3.3 公斤（7.28磅），而炮口初速為230米／秒（754.61英尺／秒）。[59]
- FFV 509：這是反結構彈藥，專為破壞建築物和其他類型的城市建築而設計。保險絲具有兩種模式，撞擊或延遲功能。[64]
- FFV 545：這是照明彈，發射以後的最大射程是2,300公尺（2,515.31碼，7,545.93英尺，1.43英里），但一般的有效的距離是300—2,100公尺（328.08—2,296.59碼，984.25—6,889.76英尺）。內含懸掛空中的降落傘的話，照明彈會燃燒30秒並且產生650,000坎德拉，並且提供直径超過400—500公尺（437.45—546.81碼，1,312.34—1,640.42英尺）的照明範圍。
- FFV 551：這是主要的高爆反坦克彈，而且是火箭助推投射彈（英语：Rocket-assisted projectile）（簡稱：RAP）。對付大型固定目標的有效射程遠至700公尺（765.53码，2,296.59英尺），對付移動目標則是400公尺（437.45碼，1,312.34英尺）；對付軋壓均質裝甲時的貫穿深度超過400 毫米（15.75英吋）。炮彈重量為3.2 公斤（7.05磅），而炮口初速為255米／秒（836.63英尺／秒）。[59]
- FFV 552：這是練習用炮彈，彈道與551型相若。
- FFV 651：這是較為新型的高爆反坦克彈，為萨博博福斯动力公司引入火箭增程技術設計的新型彈藥，利用飛行中的火箭協助推動彈頭使得有效射程增加至1,000公尺（1,093.61碼，3,280.84英尺，0.62英里）。從理論上講，其貫穿深度會比FFV551少，但它的引信前裝有一根獨立的探針，以提高對貫穿爆炸反應裝甲的性能
- HEAT 655 CS：這是較為新型的高爆反坦克彈，在藥筒後面裝有平衡拋射物，發射時無坐力砲後尾管產生的危險區從30米大大縮短至只有1-2米，也不會有火藥氣體在牆壁上反射而灼傷射手，可以由84毫米卡爾·古斯塔夫無後座力炮從內部小型空間發射。[65]。
- FFV 751：這是串聯裝藥式高爆反坦克彈，有尾翼穩定及火箭推進，有效射程為500公尺（546.81碼，1,640.42英尺），能夠一擊貫穿力超過500毫米（19.69英吋）的裝甲。重量為4公斤（8.82磅）。[59]
- FFV 756：這是串聯裝藥式多目標彈藥，前面是空心裝藥破甲戰鬥部，後面的隨進戰鬥部是預製破片高爆彈頭，設計專為在建築區域內的戰鬥，也可對付輕型裝甲目標，撞擊目標時，先由破甲戰鬥部在牆壁上炸出通道，然後隨進戰鬥部進入建築物內再引爆，該彈可突破30厘米厚的磚牆或20厘米厚的鋼筋混凝土牆，對建築物及防禦工事內部進行破壞。有效射程為300m，彈重3.4kg。[64]
- 制導型多用途彈藥（簡稱GCGM；前稱：制導型卡爾·古斯塔夫彈藥）：這是由萨博與雷神公司聯合研製的激光制導砲彈，裝有多目標彈頭，能夠打擊射程2,000公尺（2,187.23碼，6,561.68英尺，1.24英里）的地堡與移動中的輕型裝甲車輛，並且可從密閉空間以內發射；計劃於2020年舉行展示。

### M3 MAAWS

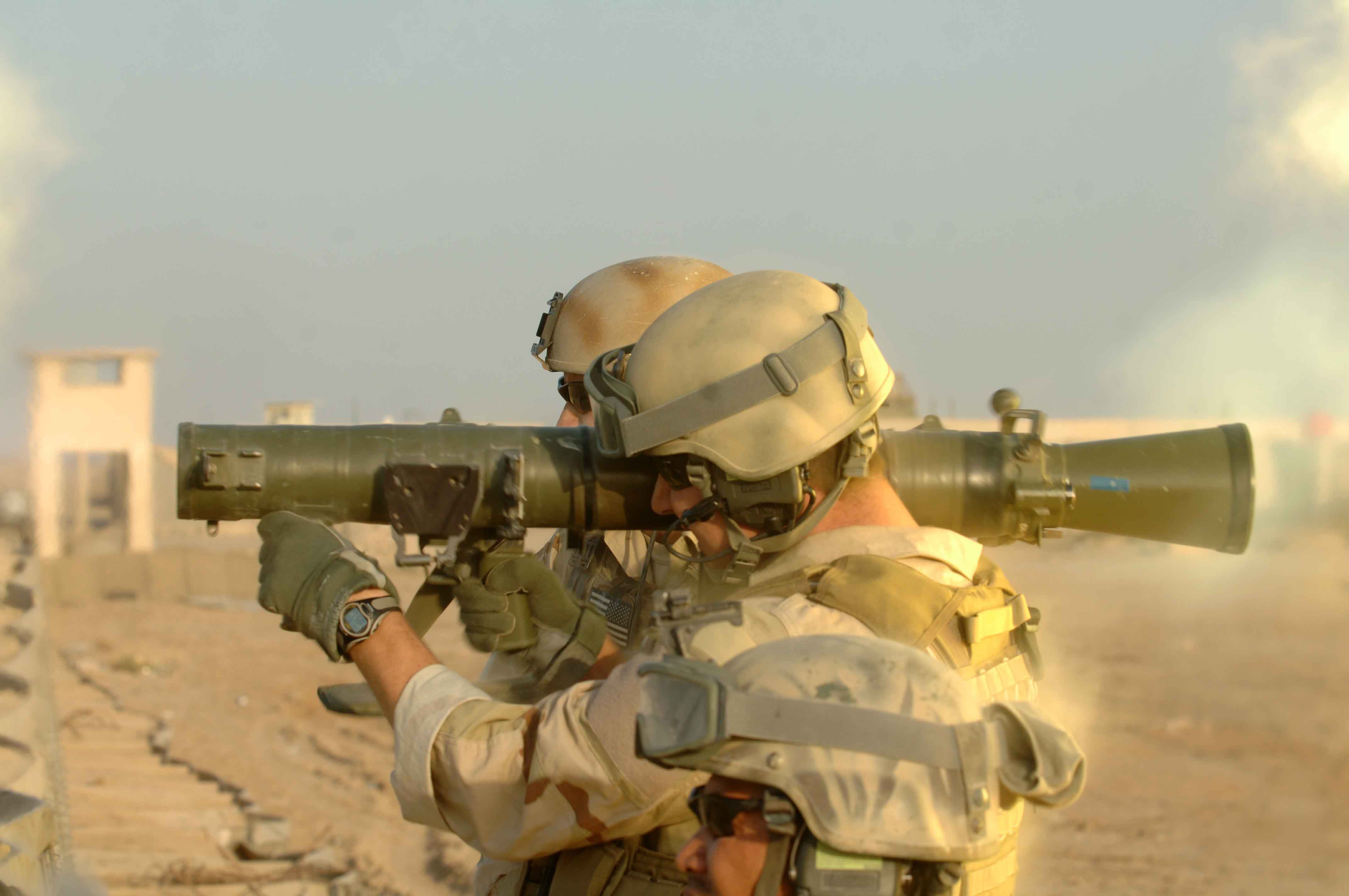
使用卡爾·古斯塔夫M3 MAAWS無後座力炮射擊的美國特種作戰士兵。

M3多用途反裝甲反坦克武器系統（英語：Multi-role Anti-armor Anti-tank Weapon System，簡稱：MAAWS）是美國對卡爾·古斯塔夫M3無後坐力炮的命名。它主要是給被美国特種作戰司令部（英語：United States Special Operations Command，簡稱：USSOCOM）以下的部隊使用，例如：美国陆军特種部隊、第75游騎兵團、美國海軍海豹部隊、三角洲特種部隊、海豹部隊第六小隊和美国海军陆战队特種作戰部隊司令部（英語：United States Marine Corps Forces Special Operations Command，簡稱：MARSOC）。而被第75游騎兵團使用的卡爾·古斯塔夫M3又被稱為游騎兵反坦克武器系統（英語：Ranger Anti-tank Weapons System，簡稱：RAWS）。
M3 MAAWS能夠發射以下彈藥：
- 高爆雙用途彈
- 高爆反坦克彈
- 高爆炸藥彈
- 照明彈
- 煙幕彈
- 區域殺傷用飛鏢彈
- 高爆反坦克—火箭助推投射彈

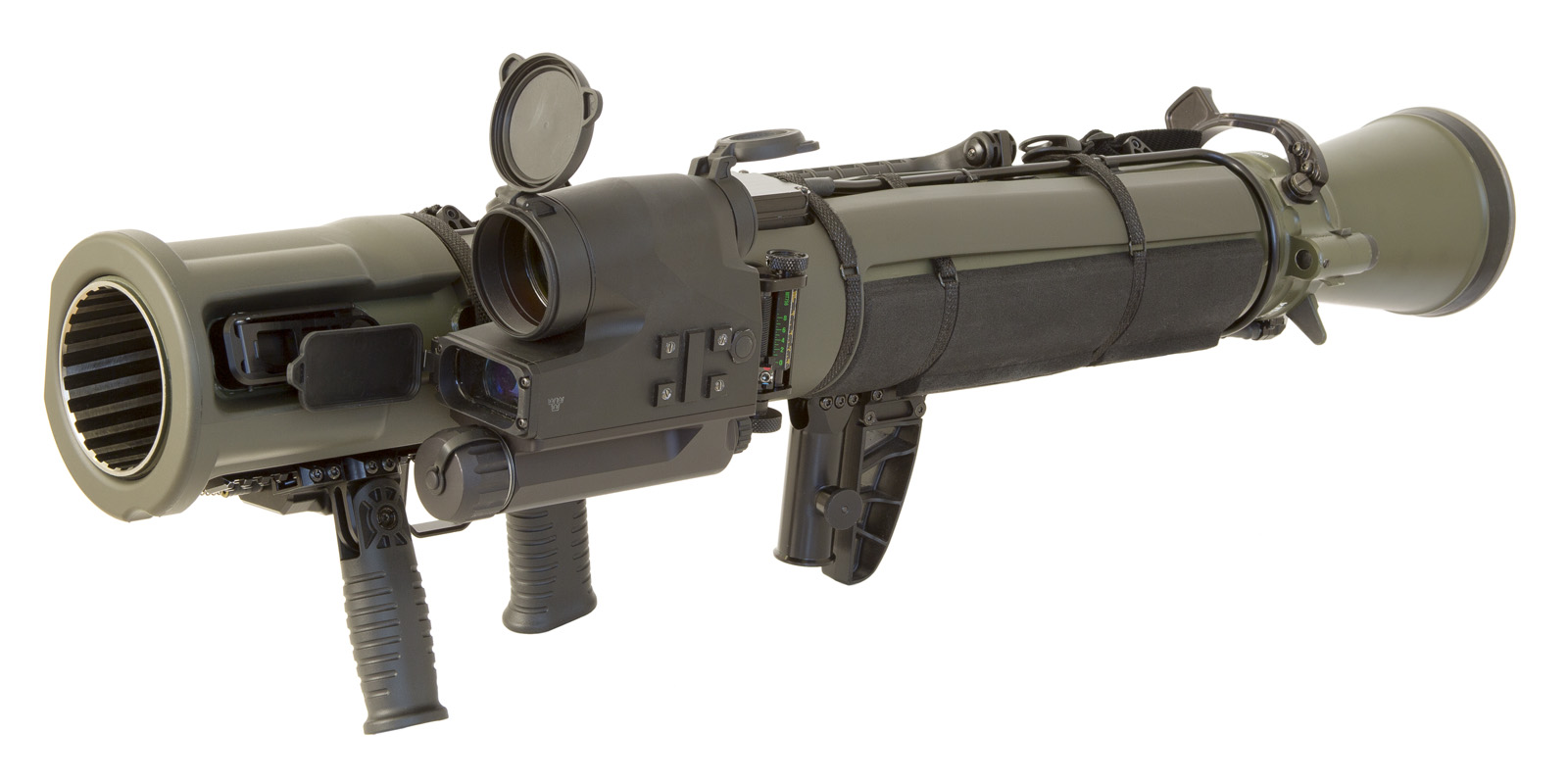
卡爾·古斯塔夫M3E1是M3的升級型，通過使用鈦金屬，武器系統重量減輕了6磅，長度縮短了2.5英寸，並且具有改進型提把、額外的肩托墊和作出可調節的改進型瞄準系統，具有更良好的舒適性。

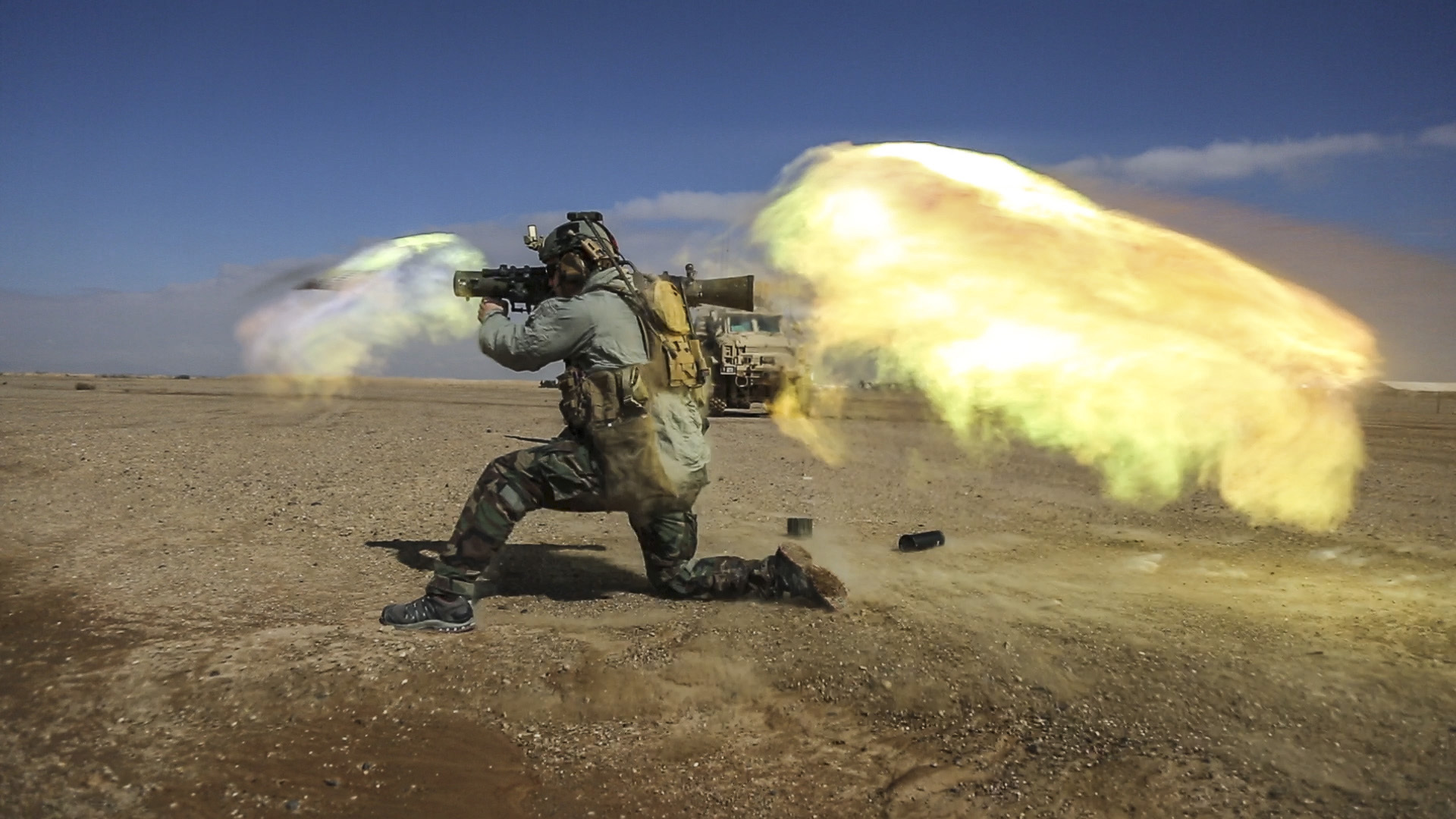
士兵使用卡爾·古斯塔夫發射時。注意其明顯的筒後噴火。

2017年，美國陸軍批准了1,111具M3E1的要求，並將其作為緊急投放物資的一部分交付給士兵。M3E1是產品管理員班組制式武器組合的一部分。M3E1的一個主要優點是可以發射各種類型的炮彈，增加士兵在戰場上的能力。及後M3E1被改稱為M3A1。

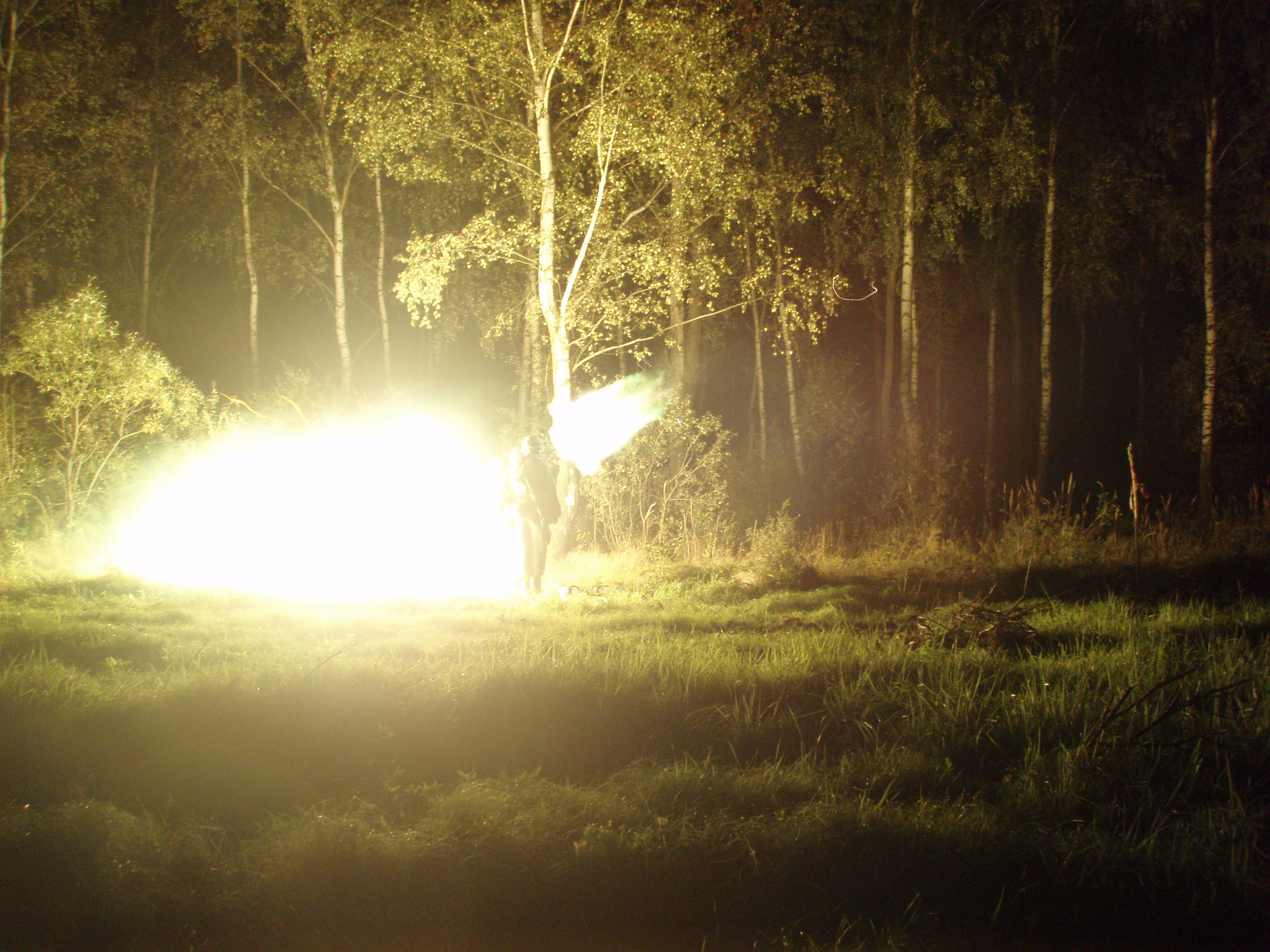
在夜間使用卡爾·古斯塔夫無後座力炮射擊時造成的巨大筒後噴火。

2017年11月，美國海軍陸戰隊宣布，計劃採購M3A1 MAAWS。1,200具M3E1將發配到每支步兵班。除了步兵使用以外，海軍陸戰隊亦正在考慮用以取代戰鬥工兵班當中的SMAW。雖然SMAW的重量較M3A1輕便了2.5磅（1.13千克），但MAAWS可選用的彈藥種類較多，最大有效射程達到1,000公尺，為SMAW的兩倍；海軍陸戰隊計劃測試兩款武器對地堡的有效性，以告知他倆的決定。

### 使用者風險
由古斯塔夫無後座力炮的發射時所產生的超高壓尾焰或衝擊波，可能會對炮以後的人員造成炸傷、燒傷和其相關傷害，而且筒後危險距離達到大約50—75公尺。連續擊發古斯塔夫亦會對炮手和附近的人員造成相關的震波傷害。因此，在訓練期間，炮手每天只能擊發六發炮彈。而副炮手也經常遠離超壓區域，因此每天只可擊發六發炮彈。

## 與可比的武器性能相比較
| 原產國 | 武器                      | 口徑    | 砲口初速  | 彈頭（HEAT） | 裝甲貫穿深度 | 有效射程 | 瞄準具倍率 |
| ------ | ------------------------- | ------- | --------- | ------------ | ------------ | -------- | ---------- |
| 瑞典   | 卡爾·古斯塔夫M3E1         | 84公釐  | 310米／秒 | 1.70公斤     | 400公釐      | 450公尺  | 2×         |
| 美国   | M67                       | 90公釐  | 213米／秒 | 3.06公斤     | 350公釐      | 400公尺  | 3×         |
| 法国   | LRAC F1反坦克火箭筒       | 89公釐  | 300米／秒 | 2.20公斤     | 400公釐      | 600公尺  | N/A        |
| 苏联   | RPG-7                     | 85公釐  | 300米／秒 | 2.25公斤     | 320公釐      | 500公尺  | 2.7×       |
| 以色列 | B-300反坦克火箭筒         | 82公釐  | 280米／秒 | 3.00公斤     | 400公釐      | 400公尺  | N/A        |
| 中國   | 98式反坦克火箭筒          | 120公釐 | 310米／秒 | 7.91公斤     | 800公釐      | 800公尺  | 4×         |
| 瑞典   | 博福斯Pvpj 1110無後座力炮 | 90公釐  | 700米／秒 | 10公斤       | 800公釐      | 900公尺  | 4×         |

部份數據來自簡氏步兵武器1984-85年版本。

## 使用國

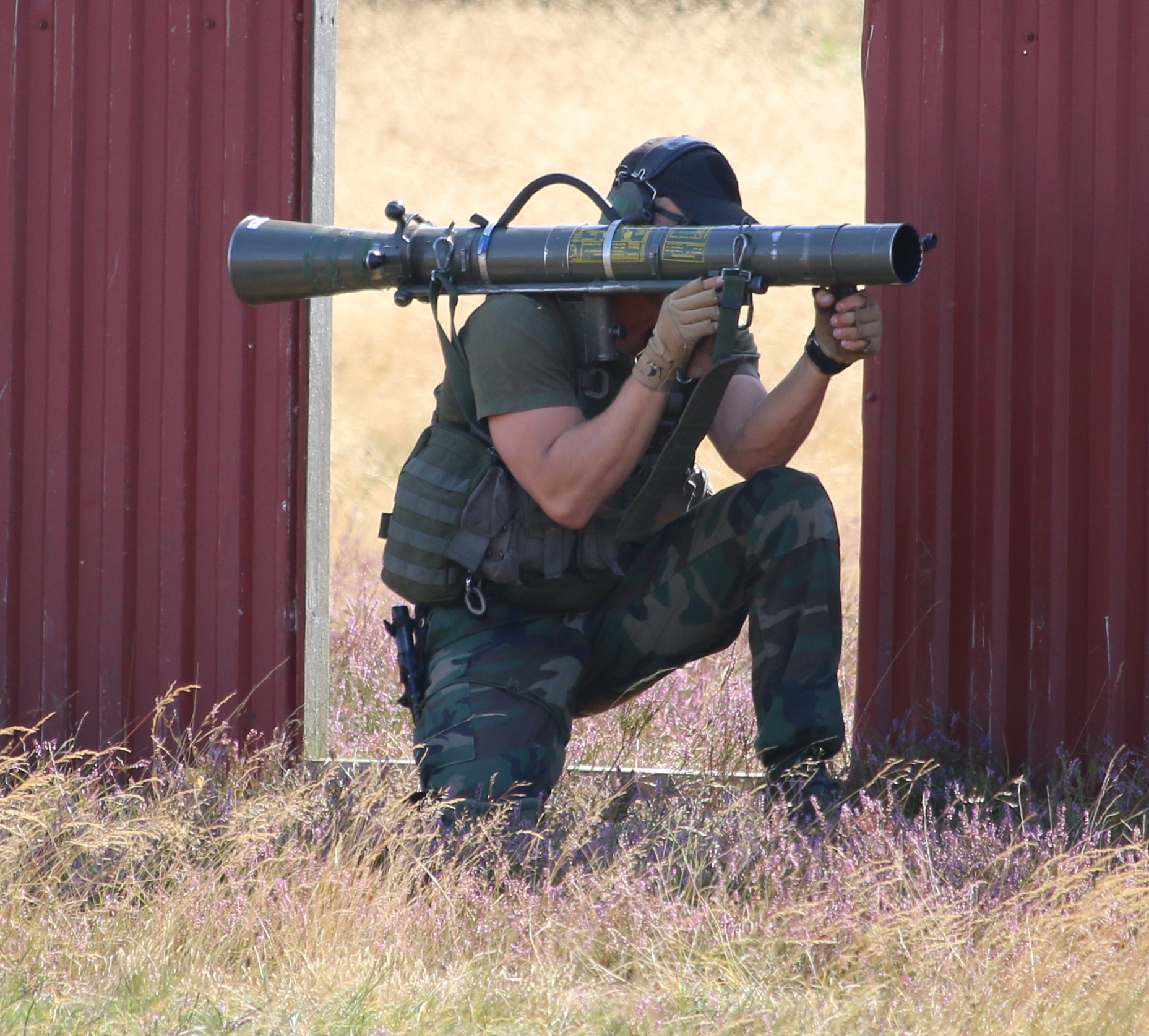
使用卡爾·古斯塔夫M3無後座力炮的瑞典鄉土防衛隊士兵。

使用日本製造的版本的卡爾·古斯塔夫，豐和84RR的日本陸上自衛隊士兵。

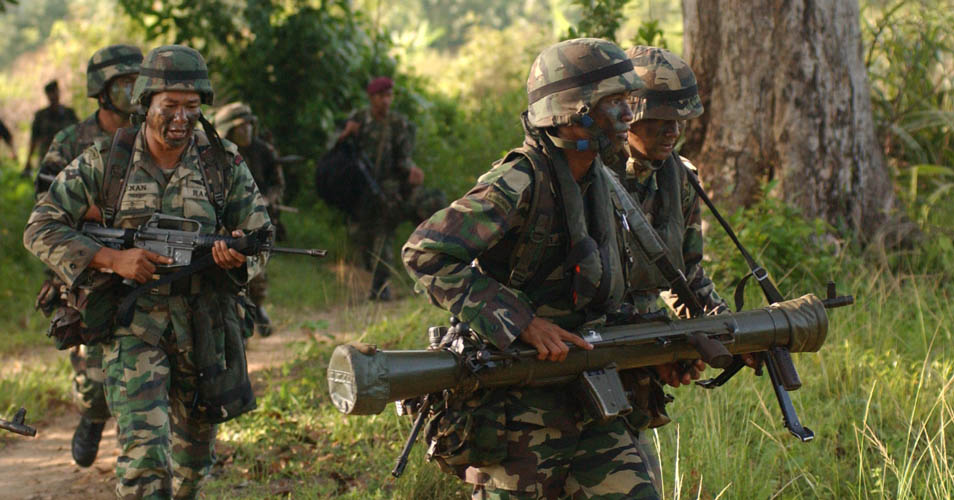
攜帶卡爾·古斯塔夫M3無後座力炮的馬來西亞士兵。

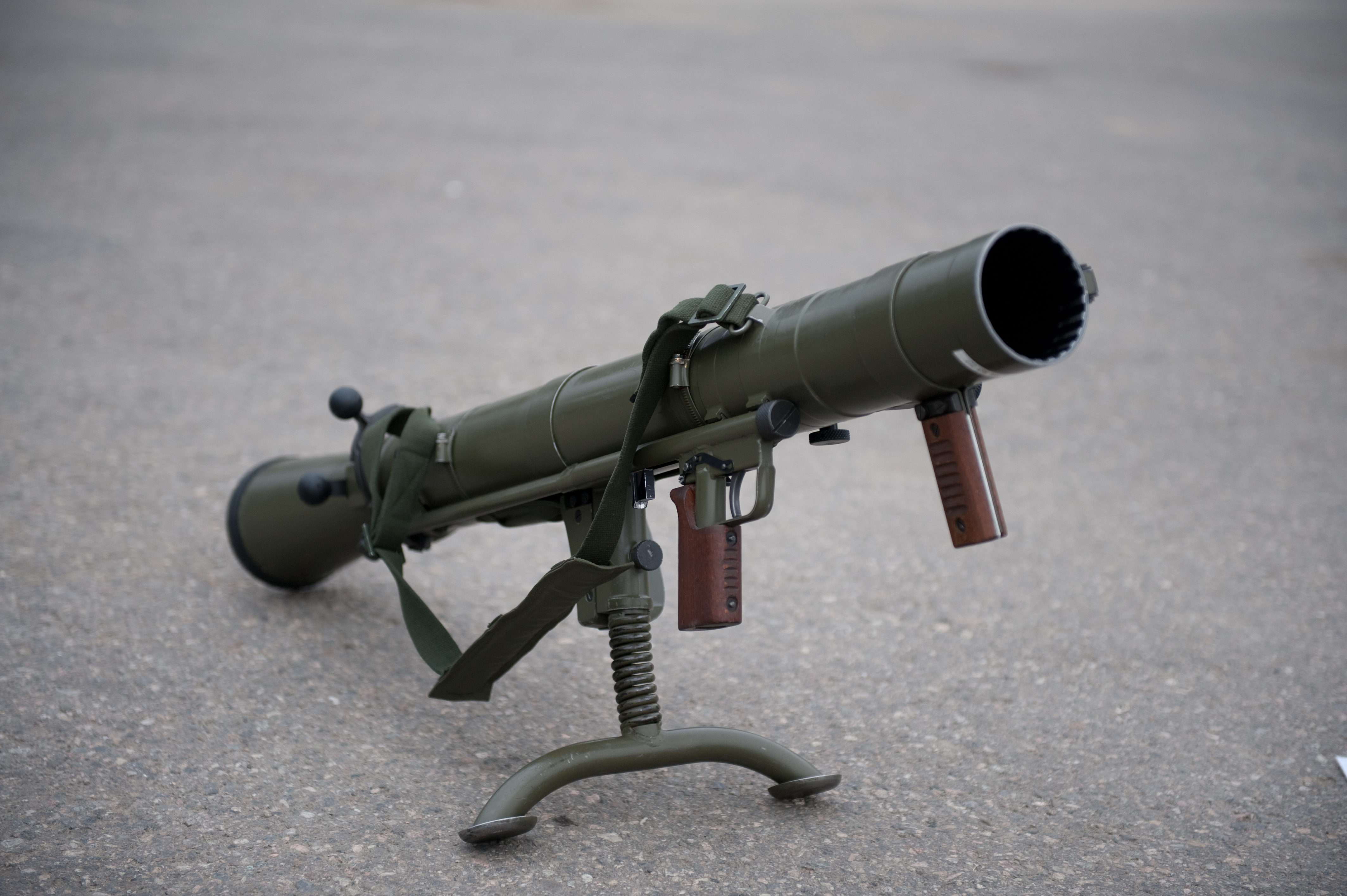
被挪威軍隊所使用的卡爾·古斯塔夫無後座力炮。

使用卡爾·古斯塔夫無後座力炮發射火箭彈的美國特種部隊士兵。

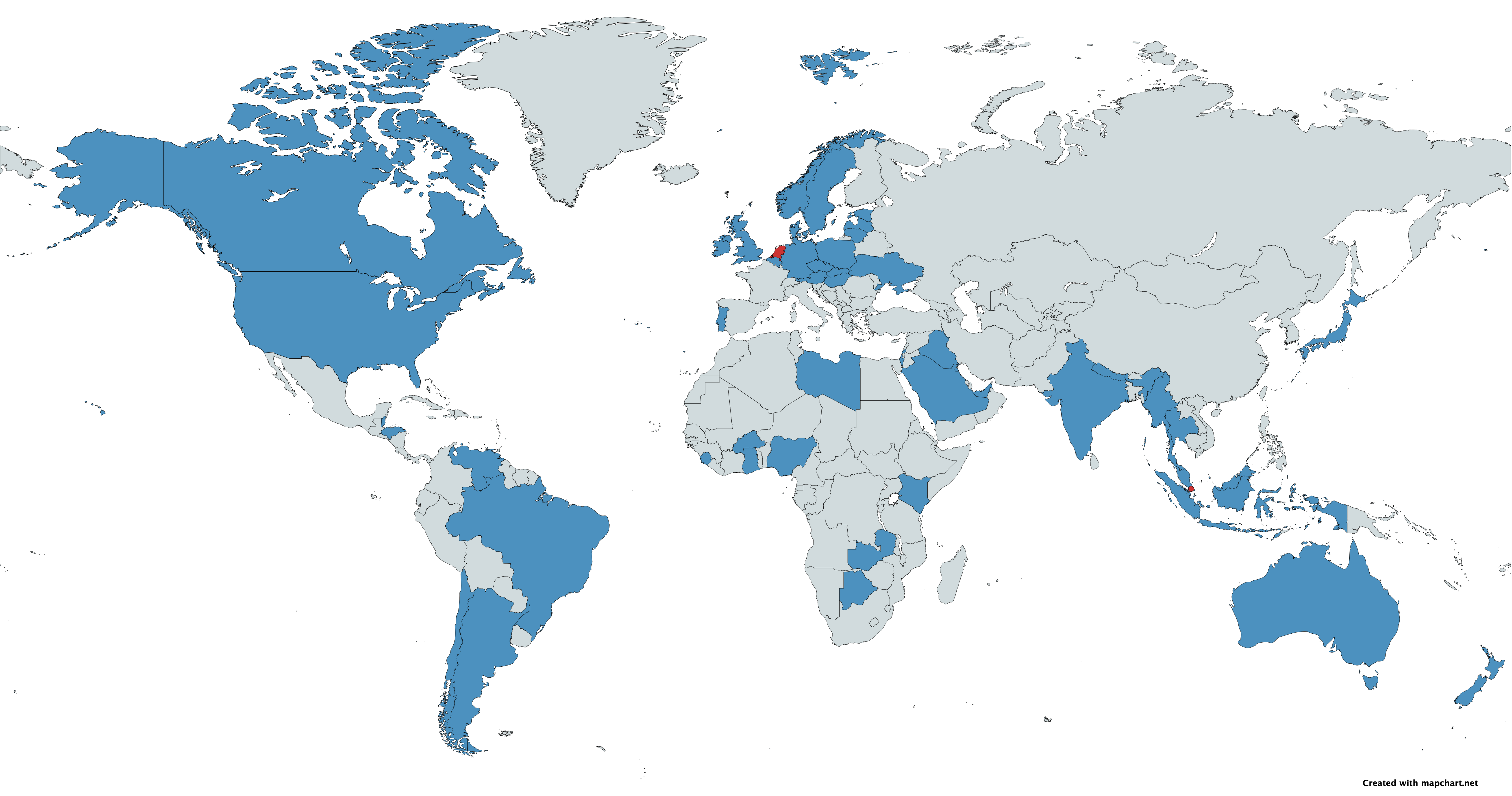
地圖上，卡爾古斯塔夫無後座力炮使用國為藍色，而前使用國為紅色。

以下是在武裝部隊中使用卡爾·古斯塔夫的國家和地區的列表，其中列出了經消息來源確認的衍生型。
- 阿根廷[73][74]
- [75]：卡爾·古斯塔夫M2正被新型的卡爾·古斯塔夫M3所取代，卡爾·古斯塔夫M4於2010年起開始訂購。[76]，577具。
- 奥地利[75]：命名為“PAR 66/79”，1,046具。
- 比利时[77]：577具。
- [75]：8具。
- [75]：30具。
- 巴西[75]：149具。
- 布吉納法索[75]
- 加拿大[75]：卡爾·古斯塔夫M2及M3衍生型。M4衍生型於2025年5月訂購。[78]
  - 加拿大軍隊：共1,075具。
- 智利
- 哥伦比亚：[79]M3衍生型。
- 捷克
- 丹麦[75]：共349具。卡爾·古斯塔夫M2命名為M/65，[80]卡爾·古斯塔夫M3命名為M/79，[81]而卡爾·古斯塔夫M4命名為M/85[82]。M4衍生型於2022年訂購。[83]陸軍將所有型號都命名為“Dysekanon”（字面意思是噴嘴炮）。
- 爱沙尼亚：卡爾·古斯塔夫M3和M4衍生型。先前使用的M2衍生型已於2021年隨著250具M4的採購而逐步淘汰。[84][85]
- 德国[77]：德國聯邦國防軍保留了少量的M2衍生型用於戰場照明。
- 希腊[86]：2,000具。
- [75]：50具。
- [75]：120具。
- 匈牙利：M4衍生型。
- 印度[75]：採用由國防研究與發展組織研製的改良版本，這是因為它採用了明顯地更輕便的先進复合材料。
- 印度尼西亞
  - 印尼海軍青蛙司令部戰術潛水小組
  - 印尼陸軍特種部隊司令部[87]
- 愛爾蘭
  - 愛爾蘭國防軍：共444具，裝備於專門單位，包括陸軍遊騎兵連[75]。
- 以色列[75]
- 義大利[88]
- 日本：由豐和工業特許生產卡爾·古斯塔夫M2衍生型。
  - 日本自衛隊：取代M20A1「超級巴祖卡」火箭筒（日本命名為「89毫米火箭筒」）。卡爾·古斯塔夫M2命名為84毫米無後座力炮（84RR），共2,710具；卡爾·古斯塔夫M3則命名為84毫米無後座力炮（B）（原稱為多用途炮）[89]。
- [75]：80具。
- 科威特：約200具。
- 黎巴嫩
- 利比亞[75]：400具。
- 立陶宛：卡爾·古斯塔夫M2和M3衍生型。
  - 立陶宛軍隊：共273具。[90][91]
- 马来西亚[75]：236具。
- 緬甸
  - 緬甸軍隊師級重型武器集團：約1,000具，主要用於摧毀敵方所在碉堡、步兵支援及反叛亂作戰。
- 荷蘭
  - 荷蘭皇家海軍陸戰隊
- 新西兰[75]：42具。
- 奈及利亞[75]
- 挪威[75]：2,517具。
- 巴基斯坦
  - 巴基斯坦軍隊[92]
- 秘魯
  - 秘魯海軍陸戰隊
- 波蘭
  - 波蘭軍隊：裝備於行動應變及機動組和傘兵部隊[93]。
- 葡萄牙
  - 葡萄牙軍隊：正式命名為m/94卡爾·古斯塔夫M2 84毫米無後坐力炮，共162具[94][95]。
- ：約40具。
- 俄羅斯：2022年俄羅斯入侵烏克蘭期間自烏克蘭軍繳獲，目前數量不明。
- 沙烏地阿拉伯：300具。
- [75]
- 新加坡[75]：約200具。
- 瑞典[75]
- 千里達及托巴哥：約24具。
- 泰國[75]
- 土耳其
  - 土耳其军队[96]
- 乌克兰：2022年俄羅斯入侵烏克蘭期間由加拿大援助100具卡爾·古斯塔夫M2，後來再獲美國軍援卡爾·古斯塔夫M4。
- 阿联酋[75]：250具。
- 英国：卡爾·古斯塔夫M2衍生型。
  - 英國軍隊：從1970年代使用至1990年代初，命名為L14A1，目前已被LAW 80所取代[97]。
- 美国
  - 美国特種作戰司令部
    - 陸軍遊騎兵營[98]

  - 美國陸軍步兵單位[99][100]：2014年2月，M3 MAAWS被指定為美國陸軍程序記錄武器，並且在陸軍輕步兵部隊中成為了制式武器[101]。
  - 美國海軍陸戰隊
  - 美國空軍（2024年宣布採購卡爾·古斯塔夫M4）
- 委內瑞拉
- 尚比亞[75]

### 非國家組織
- 敘利亞自由軍[102]
- 泰米爾伊拉姆[103]

## 流行文化
卡爾·古斯塔夫無後座力炮系列同時出現在多部电影、电視劇、电子游戏和动画裡，例如：

### 電影
- 1989年—《哥吉拉vs碧奧蘭蒂》
- 1999年—《卡美拉3 邪神覺醒》
- 2005年—《戰國自衞隊1549》
- 2005年—《世界大戰》：型號為M1，由美軍士兵所使用。
- 2015年—：型號為M2，1973年時由魔鬼終結者／守護者T-800（The Terminator／Guardian T-800，阿诺·施瓦辛格飾演）用以救下年輕時期的莎拉·康纳。

### 電視劇
- 2003年—：2010年11月16日第8季第8集（集數為第170集）“外患”（英語：Enemies Foreign），型號為M3，被充當為火箭發射器並且由恐怖分子所使用。

### 電子遊戲
- 2001年—：型號為M1。
- 2007年—《冲突世界》：型號為M1。
- 2005年—：型號為M3，命名為「CV-M3」。
- 2008年—：型號為M3。
- 2008年—：型號為M1，奇怪地在本作變成了以雷射制導和可控制導彈手動空爆的導彈發射器。
- 2010年—：型號為M3，命名為「M2 Carl Gustav AT」。
- 2009年—：2010年6月29日獨立資料片《武裝行動2：箭頭行動》，型號為M3，命名為「M3 MAAWS」。
- 2010年—
- 2013年—：型號為M3，命名為「MAAWS」，黑色炮身，瞄準鏡上刻有“64”，2發火箭，最高攜彈量為6發（戰役模式）和0發（聯機模式），內置瞄準鏡和雷射瞄準器（能在戰役模式和聯機模式時使用），奇怪地能裝填2發Panzerfaust 3的火箭彈、半自動射擊和以雷射瞄準器制導火箭。戰役模式之中由敵軍「聯邦」（Federation）所使用，亦被勞根·沃克（Logan Walker）所繳獲；聯機模式時沒有任何可以使用的改裝。
- 2014年—：只在聯機模式中出現，型號為M3，命名為「MAAWS」，綠色炮身，1發火箭，沒有攜彈（除了在虛擬練靶場內有多1發），預設具有反射式瞄準鏡和雷射瞄準器，奇怪地能以雷射瞄準器制導火箭。於等級18解鎖，沒有任何可以使用的改裝。
- 2015年—《戰術小隊》：登場型號為M2和M3，分別命名為“Carl Gustav M2 + No78Mk1”及“M3 MAAWS”，前者由加拿大陸軍所使用，後者則由美國陸軍所使用。
- 2018年—《叛亂：沙漠風暴》：登場型號為M3，命名為“M3 MAAWS”，由安全部隊所使用。
- 2018年—：型號為M3E1，命名為“RAT4”，奇怪的炮彈有追蹤功能，而且在重新裝填時没有退出彈殼。
- 2019年—：型號為M3E1，奇怪的炮彈有追蹤功能，而且在重新裝填時没有退出彈殼。
- 2019年—：型號為M4，命名為“Strela-P”。聯機模式中作為解鎖武器登場。
- 2019年—《绝地求生》火力全开：命名为“M3E1-A导弹”，具有追踪载具的功能，与RPG-7火箭筒共享弹药。
- 2021年—《戰地風雲2042》：型號為M4，命名為“Recoilless M5”。
- 2021年—：型號為M3E1，命名為“RAT4”，奇怪的炮彈有追蹤功能，而且在重新裝填時没有退出彈殼。
- 2022年—《決勝時刻：現代戰爭II 2022》：型號為M4，命名為“STRELA-P”。

### 動畫
- 2006年—《最终兵器少女》：型號為M1，由日本陸上自衛隊士兵所使用。
- 2009年—《鬼面騎士》：型號為M1
- 2009年—：登場型號為M1。
- 2011年—《罪惡王冠》
- 2013年—《核爆末世錄》：型號為M1，由成瀨荊（なるせ いばら，聲：戶松遙）和黑兵衞師傅（くろべえおやかた，聲：中村浩太郎）所使用，奇怪地被稱為火箭筒。

## 資料來源
1. 1 2   [31/127 – The Swedish Army Materiel Administration, The Material Section, The Weapon Bureau, Series F I, Outgoing and incoming letters arranged according to classification system, Volume no. 78 (Dnr 600022 – 680023: 1953): project 125000]. Sweden: Armématerielförvaltningens arkiv via Krigsarkivet (the Royal Swedish Army Materiel Administration archive, via the Swedish Military Archive). 1953. SE/KrA/0062/D/01/008:H/F I/78 （瑞典语）.sok.riksarkivet.se/nad?postid=Arkis+4596cd59-f4f9-4833-a155-79ec6925b1a5
2. ↑  . saab.com. Saab Dynamics.   [14 April 2023]. （原始内容存档于27 January 2022）. The Carl-Gustaf® recoilless rifle is a man-portable, multi-role weapon system
3. ↑  . newatlas.com. 24 April 2009  [16 November 2023]. （原始内容存档于16 November 2023）.
4. ↑  . defensedaily.com. 13 November 2017  [16 November 2023]. （原始内容存档于16 November 2023）.
5. ↑  . www.youtube.com.   [29 October 2017]. （原始内容存档于2017-11-19）.
6. ↑  , Saab, 2014, （原始内容存档于30 September 2014）
7. ↑   (press release), Saab, 26 September 2014  [26 September 2014], （原始内容存档于30 September 2014）, The official Carl Gustaf M4 product launch will take place at the AUSA exhibition in Washington, DC, on 13–15 Oct 2014
8. ↑  , , JP: Sakura,   [4 November 2009], （原始内容存档于25 February 2010） （日语）
9. ↑  , JP: Plala,   [29 July 2008], （原始内容存档于13 March 2012）.
10. ↑  .   [23 December 2018]. （原始内容存档于24 December 2018）.
11. 1 2 3 4 5 6 7 8 9 10  http://www.sadefensejournal.com/wp/?p=3977 的存檔，存档日期8 January 2019. Small Arms Defense Journal. THE NEW CARL-GUSTAF M4: LIGHTER–BETTER–SMARTER. 2 June 2017
12. 1 2 3  . Stockholm, Sweden: Swedish Defence Materiel Administration (FMV). 1972 （Swedish）.
13. ↑  .  (PDF). Headquarters, Department of the Army (US). 18 July 2019: 2–1  [16 November 2023]. （原始内容存档 (PDF)于26 November 2022） （英语）.
14. 1 2 3  Tucker, Spencer C. . Abc-Clio. 2010: 259  [9 September 2017]. ISBN 9781851099481. （原始内容存档于30 August 2023） –Google Books.
15. 1 2 3  . soldf.com.   [22 June 2022]. （原始内容存档于30 June 2022）.
16. 1 2   (PDF).   [14 April 2023]. （原始内容存档 (PDF)于7 May 2023）.
17. ↑  .   [14 April 2023]. （原始内容存档于13 April 2023）.
18. ↑  . Modern Firearms. 27 October 2010  [8 December 2021]. （原始内容存档于28 November 2021）.
19. 1 2  Saab to Supply Carl-Gustaf 84mm Recoilless Rifle System to the U.S. Army （页面存档备份，存于） - SAdefensejournal.com, 19 June 2013
20. 1 2  O'Brien, Thomas E.; Neese, James A.; Rinaldi, Christopher S.; Corrigan, Daniel J.  (PDF). US Army Armament Research, Development and Engineering Center. December 1993  [7 January 2019]. （原始内容存档 (PDF)于8 March 2021）.
21. ↑  , Strategy page, 10 September 2014  [2016-07-25], （原始内容存档于2014-09-12）.
22. 1 2  US Army Adds 84mm Recoilless Rifle to Platoon Arsenal 的存檔，存档日期23 May 2016. – Military.com, 20 May 2016
23. 1 2  SOCOM Seeks Lighter Carl Gustaf （页面存档备份，存于） - Defensemedianetwork.com, 22 April 2013
24. 1 2 3 4  . Scribd.   [16 December 2024]. （原始内容存档于2025-01-23） （英语）.
25. ↑  . www.army.mil. 5 October 2018  [24 December 2024]. （原始内容存档于2024-12-26） （英语）.
26. 1 2 3 4  . www.peosoldier.army.mil.   [15 December 2024]. （原始内容存档于2024-09-27）.
27. 1 2  Gourley, Scott R. . Defense media network. 22 April 2013  [27 June 2013]. （原始内容存档于24 April 2013）.
28. ↑  Donald, David. . Janes: Latest defence and security news. 15 September 2015  [7 January 2019]. （原始内容存档于7 January 2019）.
29. ↑  Miner, Kevin; Kapusta, Adolf; Olsen, Kenneth.  (PDF). US Army Armament Research, Development and Engineering Center. July 1998  [7 January 2019]. （原始内容存档 (PDF)于8 March 2021）.
30. ↑  New Carl-Gustaf weapon system design unveiled 的存檔，存档日期24 October 2014. – Military1.com, 8 October 2014
31. ↑  Saab Adds Capabilities In New Recoilless Rifle 的存檔，存档日期23 October 2014. Aviation Week, 13 October 2014
32. ↑  Dominguez, Gabriel. . Jane's Defence Weekly. 11 April 2019  [17 April 2019]. （原始内容存档于12 April 2019）.
33. ↑  Army, Special Operations Forces Eye Lighter, Cheaper Shoulder-Fired Weapons Archive.today的存檔，存档日期19 November 2014 National Defense Magazine, 10 November 2014
34. ↑  Army Evaluates New Shoulder-Fired Rocket Tech 的存檔，存档日期23 October 2016. – Kitup.Military.com, 20 October 2016
35. ↑  . aimpoint.us.   [15 December 2024]. （原始内容存档于2025-03-13）.
36. 1 2  . United States Marine Corps Flagship.   [15 December 2024]. （原始内容存档于2024-12-27） （美国英语）.
37. ↑  Army to rapidly procure reusable shoulder-fired weapon system 的存檔，存档日期8 September 2017. Army, 8 September 2017
38. ↑  . www.army.mil. 16 October 2024  [15 December 2024]. （原始内容存档于2024-12-15） （英语）.
39. ↑  . 31 October 2024  [28 December 2024]. （原始内容存档于2024-12-28） （英语）.
40. ↑  . Aimpoint Inc.   [28 December 2024]. （原始内容存档于2024-12-28） （英语）.
41. ↑  . Defense News. 18 October 2023  [28 December 2024] （英语）.
42. 1 2 3  . Forsvarsmakten. Swedish Armed Forces.   [22 June 2022]. （原始内容存档于15 June 2022）.
43. ↑  Ghoshal, Devjyot. . Reuters. 27 September 2022  [30 September 2022]. （原始内容存档于30 September 2022） （英语）.
44. ↑  . The Times of India. 28 September 2022  [30 September 2022]. （原始内容存档于30 September 2022） （英语）.
45. 1 2  Baruah, Sanjib Kr. . The Week. 26 May 2024  [28 January 2025] （英语）.
46. ↑  . The EurAsian Times. 4 March 2024  [4 March 2024] （美国英语）.
47. ↑  Philip, Snehesh Alex. . ThePrint. 27 September 2022  [30 September 2022]. （原始内容存档于30 September 2022） （美国英语）.
48. ↑  . ointres.se.   [15 November 2021]. （原始内容存档于30 January 2016）.
49. ↑  . utlandsveteran.se.   [7 September 2023]. （原始内容存档于7 September 2023）.
50. ↑  Wærn, Jonas.  [Katanga: Swedish UN troops in Congo 1961-62]. Stockholm: Atlantis. 1980: 201–204. ISBN 9174861573. LIBRIS 7644335 （瑞典语）.
51. ↑  Löfgren, Claes J.B. . Stockholm: Fischer. 1990. ISBN 91-7054-650-9. LIBRIS 7596424.
52. ↑  Svärd, Bror Richard. . Dagens Nyheter. 18 August 2012  [12 January 2017]. （原始内容存档于13 January 2017） （瑞典语）.
53. ↑  US Army Adds 84mm Recoilless Rifle to Platoon Arsenal （页面存档备份，存于） – Military.com, 20 May 2016
54. ↑  Radio, Sveriges. . Sveriges Radio. 11 November 2022  [30 August 2023]. （原始内容存档于30 August 2023）.
55. ↑  Carlin, Maya. . Warrior Maven. 9 June 2023  [30 August 2023]. （原始内容存档于30 August 2023）.
56. ↑  . 12 May 2022  [14 May 2022]. （原始内容存档于13 May 2022）.
57. ↑   （页面存档备份，存于）
58. ↑  Navy News - The Falklands Conflict - 3rd April 1982 - The Defence of Grytviken （页面存档备份，存于）.
59. 1 2 3 4 5 6 7 8 9 10 11  OPFOR Worldwide Equipment Guide, U.S. Army TRADOC DCSINT Threat Support Directorate, January 1999.
60. ↑   (PDF).   [2019-01-11]. （原始内容存档 (PDF)于2021-03-08）.
61. ↑   (PDF).   [2019-01-11]. （原始内容存档 (PDF)于2021-03-08）.
62. ↑  .   [2019-01-11]. （原始内容存档于2019-01-07）.
63. ↑  .   [2019-01-11]. （原始内容存档于2021-05-17）.
64. 1 2   (PDF).   [2019-01-11]. （原始内容 (PDF)存档于2017-03-29）.
65. ↑  .   [2014-06-02]. （原始内容存档于2014-02-25）.
66. ↑  Army to rapidly procure reusable shoulder-fired weapon system （页面存档备份，存于） army.mil, 8 September 2017
67. ↑  Marines Eye Carl Gustaf to Replace SMAW for Bunker Breaching （页面存档备份，存于） - Military.com, 7 November 2017
68. ↑  . npr.org.   [29 October 2017]. （原始内容存档于2017-10-30）.
69. ↑  . npr.org.   [29 October 2017]. （原始内容存档于2017-11-07）.
70. ↑  . sciencedaily.com.   [29 October 2017]. （原始内容存档于2017-10-24）.
71. ↑  . reddit.   [29 October 2017]. （原始内容存档于2015-05-03）.
72. 1 2  火炮瑣事大全書：你想知道的一切，不想知道，也不知道你需要知道的。（The Big Book of Gun Trivia: Everything you want to know, don't want to know, and don't know you need to know.） 作者：戈登·L·羅特曼。布魯姆斯伯里出版社，2013年10月20日。第49頁
73. ↑  . infodefensa.com. 31 August 2016  [29 October 2017]. （原始内容存档于29 October 2017）.
74. ↑  . zona-militar.com. 27 October 2017  [29 October 2017]. （原始内容存档于29 October 2017）.
75. 1 2 3 4 5 6 7 8 9 10 11 12 13 14 15 16 17 18 19 20 21 22 23 24 25  Jones, Richard D. Jane's Infantry Weapons 2009/2010. Jane's Information Group; 35 edition (January 27, 2009). ISBN 978-0-7106-2869-5.
76. ↑  . Defence Material Organisation. October 2010  [24 April 2011]. （原始内容存档于2011-04-10）.
77. 1 2  .   [2010-10-08]. （原始内容存档于2008-04-09）.
78. ↑  .   [2025-05-28] （美国英语）.
79. ↑  kuzel, Publicado por. . 26 September 2008  [20 November 2023]. （原始内容存档于23 November 2023） （西班牙语）.
80. ↑  .   [2014-06-02]. （原始内容存档于2008-12-05）.
81. ↑  .   [2014-06-02]. （原始内容存档于2008-12-05）.
82. ↑  , , DK: Dansk panser,   [3 September 2012], （原始内容存档于5 December 2008） （丹麦语）
83. ↑  . armyrecognition.com. 5 May 2022  [11 May 2022]. （原始内容存档于5 May 2022）.
84. ↑  , EE: Military,   [6 May 2021], （原始内容存档于19 December 2017） （爱沙尼亚语）.
85. ↑  . Overt Defense. 10 March 2021  [10 March 2021]. （原始内容存档于10 March 2021） （加拿大英语）.
86. ↑  .   [2011-05-18]. （原始内容存档于2018-08-31）.
87. ↑  . Hrvatski Vojnik Magazine.   [2010-06-12]. （原始内容存档于2010-08-22） （克罗地亚语）.
88. ↑  .   [2017-03-03]. （原始内容存档于2017-03-03）.
89. ↑  Official JGSDF Page. （页面存档备份，存于） Retrieved on July 30, 2008.
90. ↑  .   [2014-06-02]. （原始内容存档于2019-05-14）.
91. ↑  .   [2010-10-08]. （原始内容存档于2010-07-31）.
92. ↑  .   [2014-06-02]. （原始内容存档于2013-08-22）.
93. ↑  [http://www.altair.com.pl/cz-art-1660 （页面存档备份，存于） Raport WTO - 04/2008 - Nowe gromy GROM\
94. ↑  .   [2010-10-08]. （原始内容存档于2011-07-25）.
95. ↑  .   [2010-10-08]. （原始内容存档于2010-08-05）.
96. ↑  .   [2013-12-07]. （原始内容存档于2010-03-11）.
97. ↑  Owen, William F.  (PDF). http://asianmilitaryreview.com - Asian Military Review. 2007  [2010-05-12]. （原始内容 (PDF)存档于2011-07-07）. 外部链接存在于|publisher= (帮助)
98. ↑  THE WORLD DEFENCE ALMANAC 1996-97 page 32
99. ↑  Robinson, Spc Nigel. . 7th Mobile Public Affairs Detachment. Defense Video and Imagery Distribution System. 2011-10-27  [15 November 2011]. （原始内容存档于2014-02-25）.
100. ↑  US Army Orders Additional Carl-Gustaf Weapon System （页面存档备份，存于） - Defensetalk.com, 27 September 2012
101. ↑  Carl Gustaf Selected as Standard Equipment for US Army Light Infantry Units （页面存档备份，存于） - Deagel.com, 20 February 2014
102. ↑  .   [2013-07-11]. （原始内容存档于2016-04-17）.
103. ↑  .   [2013-12-07]. （原始内容存档于2011-12-17）.

## 外部連結
- （英文）—Video of loading and firing drill for Carl Gustaf recoilless rifle（页面存档备份，存于）
- （英文）—Video of a Carl Gustaf recoilless rifle being fired（页面存档备份，存于）
- （英文）—M3 MAAWS at GlobalSecurity.org（页面存档备份，存于）
- （英文）—Modern Firearms—Carl Gustaf antitank recoilless rifle（页面存档备份，存于）
- （英文）—The Firearm Blog.com—
  - Saab’s Latest Recoilless Rifle（页面存档备份，存于）
  - US Army Approves M3 Carl Gustav Recoilless Rifle for General Use（页面存档备份，存于）
  - Book Review: Guns of the Special Forces 2001-2015（页面存档备份，存于）
- （英文）—Weapon.ge—SAAB Bofors Carl Gustaf m/48 - M2 / m/86 - M3（页面存档备份，存于）
- （英文）—Saab product page
- （英文）—Military, Security and Civilian Guns and Equipment—Carl Gustav 84mm（页面存档备份，存于）
  - Carl-Gustav M4 (CGM4)（页面存档备份，存于）
- （简体中文）—defenseonline.com.cn—
  - 瑞典卡尔·古斯塔夫M2式84ｍｍ火箭筒
  - 瑞典卡尔·古斯塔夫M2-550式84ｍｍ火箭筒
  - 瑞典卡尔·古斯塔夫M3式84ｍｍ火箭筒
- （简体中文）—中国论文网—瑞典卡尔?古斯塔夫M3式84mm火箭筒（页面存档备份，存于）
- （简体中文）—新浪网—武器纵横：世界反坦克火箭筒发展(组图)（页面存档备份，存于）
- （简体中文）—D Boy Gun World（槍炮世界）—卡尔-古斯塔夫无后坐力炮 （页面存档备份，存于）
  - 84×246mm R卡尔-古斯塔夫炮弹 （页面存档备份，存于）
  - 应用中的卡尔-古斯塔夫无后坐力炮 （页面存档备份，存于）
  - 84mm无后坐力炮 （页面存档备份，存于）